# Aristide Cavaillé-Coll

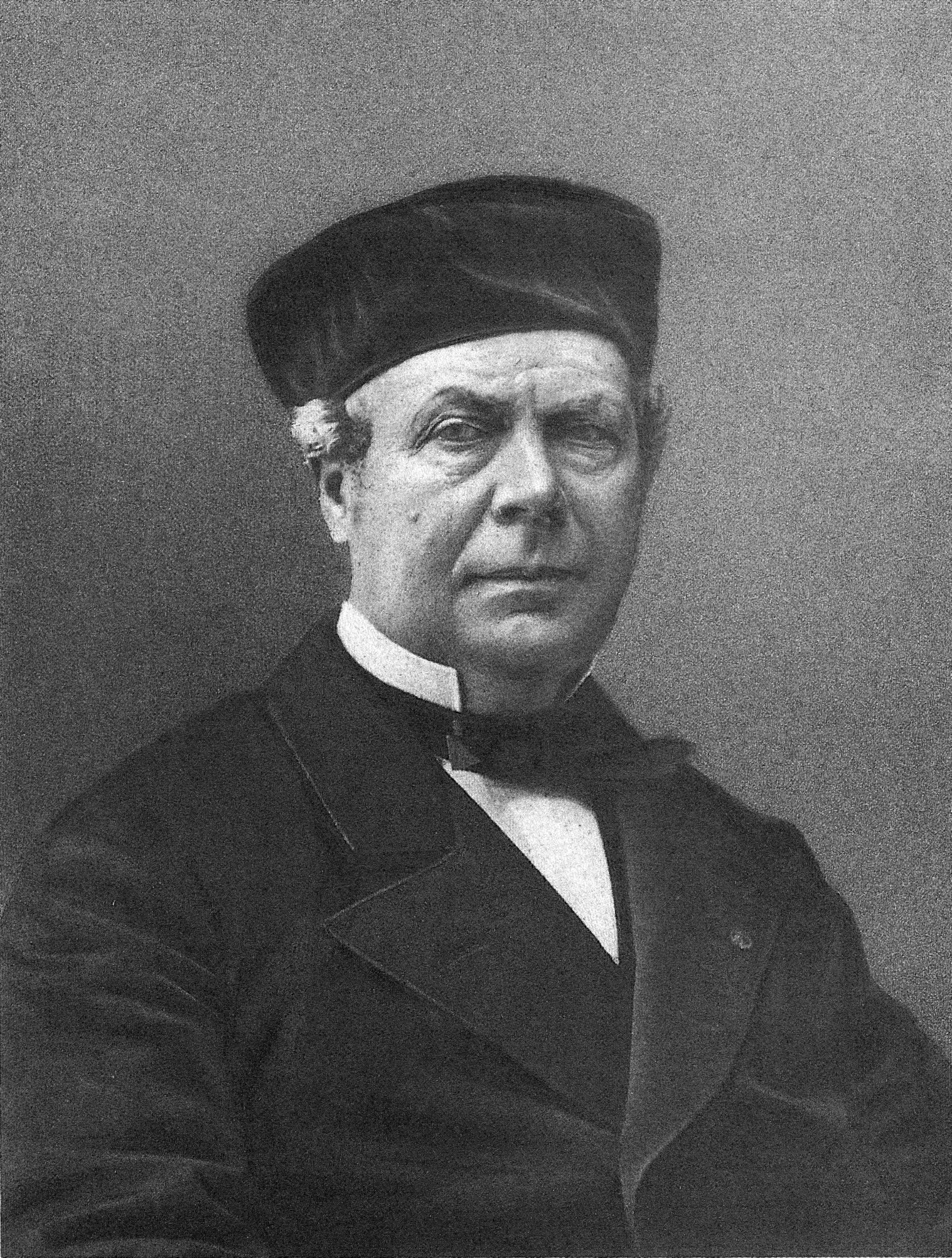
Aristide Cavaillé-Coll im Alter von 83 Jahren nach einer Heliografie von Paul Dujardin

Aristide Cavaillé-Coll (* 4. Februar 1811 in Montpellier; † 13. Oktober 1899 in Paris) war ein französischer Orgelbauer, Akustiker, Wissenschaftler und Erfinder. Er gilt als maître des maîtres („Meister der Meister“) des französisch-romantischen Orgelbaus und gehört zu den bedeutendsten Orgelbauern aller Zeiten.
Cavaillé-Coll wurde in eine südfranzösische Orgelbauerfamilie geboren und konnte seines technischen und mathematischen Talentes wegen schon früh eine tragende Rolle im Unternehmen seines Vaters übernehmen. Auf Empfehlung des Komponisten Gioachino Rossini ging er mit 22 Jahren nach Paris und gewann nur wenige Tage später überraschend den Wettbewerb für den Bau der Orgel der Basilika von Saint-Denis. Erstmals setzte er dabei den Barkerhebel, eine pneumatische Maschine zur Erleichterung des Tastenanschlags, ein. Ferner gelang ihm die absolute Stabilisierung des Winddrucks durch den Einsatz von Parallel-Faltenbälgen. Seine mittlere Schaffensperiode ist von intensiver akustischer und technischer Forschung bestimmt, die unter anderem zur Vervollkommnung der überblasenden Flötenregister, der unterschiedlichen Winddrücke innerhalb eines Registers und des Schwellwerkes führte. Weltruhm erlangte er durch den Bau der Orgeln von Saint-Sulpice und Notre-Dame de Paris.
Das von Zungenregistern geprägte, satte, orchestral-symphonische Grand-Chœur der Cavaillé-Coll-Orgeln inspirierte zahlreiche Komponisten und führte zu einer Hochzeit der französisch-romantischen Orgelmusik, die in den Orgelsinfonien Charles-Marie Widors und Louis Viernes kulminierte. Diese Tradition lebt in der französischen Orgelschule bis in die Gegenwart fort.

## Leben

### Herkunft

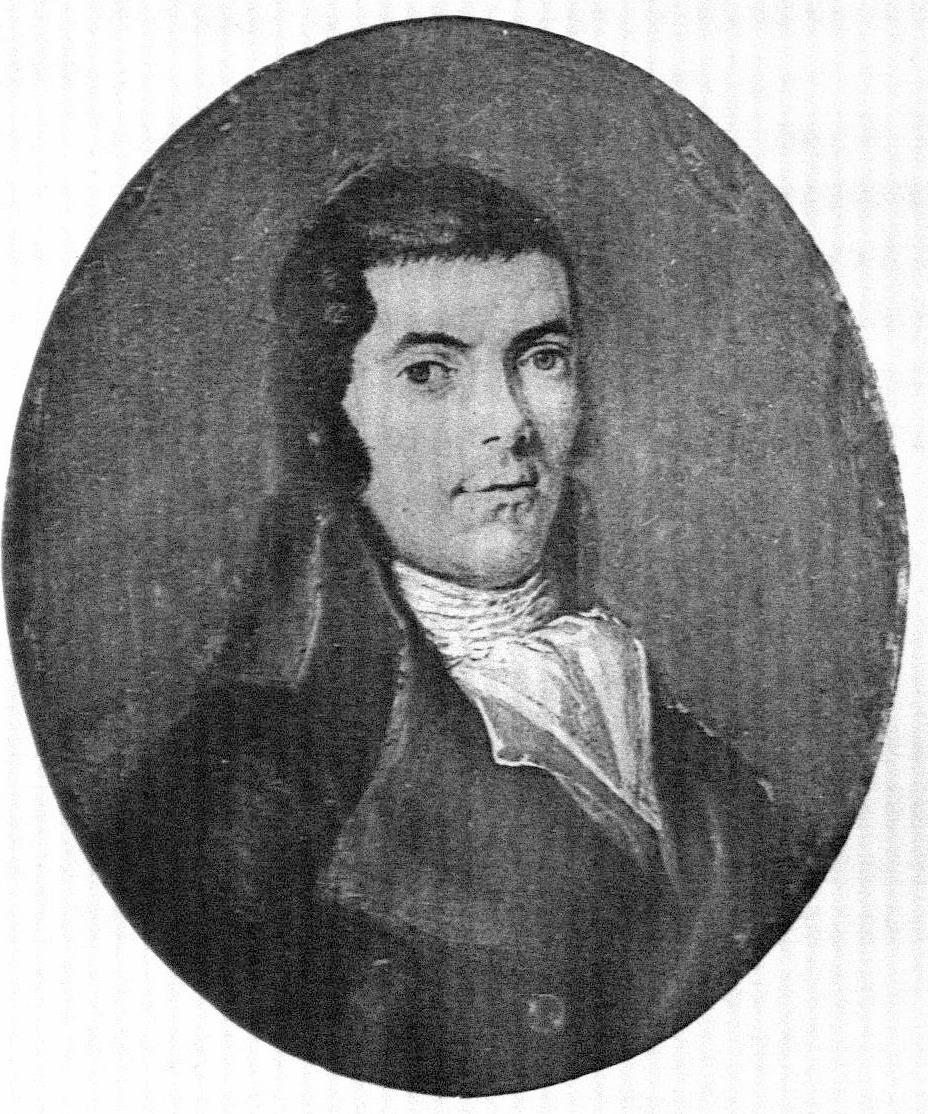
Dominique Cavaillé-Coll, Aristides Vater

Cavaillé-Colls älteste bekannte Vorfahren waren Stoffhersteller in Gaillac in Südwestfrankreich. Doch bereits der Bruder seines Urgroßvaters, der Dominikaner Joseph Cavaillé (etwa 1700–1767), erlernte bei Jean Esprit Isnard das Orgelbauhandwerk. Isnard erbaute gemeinsam mit Cavaillé in Toulouse die Orgel der Kirche Saint-Pierre-des-Cuisines. Aristide Cavaillé-Colls Großvater Jean-Pierre Cavaillé (1743–1809) verwaiste früh, erlernte bei seinem Onkel Joseph das Orgelbauhandwerk und machte sich 1765 in Spanien selbständig. 1767 heiratete er in Barcelona Françoise Coll.
Am 16. April 1771 wurde ihnen der Sohn Dominique-Hyacinthe geboren, der nach spanischem Brauch den Doppelnamen Cavaillé-Coll trug. Auch Dominique erlernte den Beruf des Orgelbauers, verließ aber 1788 wegen Unstimmigkeiten mit seiner Stiefmutter seine Familie und ging nach Spanien, wo er einige unterbrochene Arbeiten seines Vaters fortführte. Von 1789 bis 1791 lebte er in Puigcerdà, wo er die Orgel der Kirche Sant Domènec erneuerte. Nachdem Spanien 1793 Frankreich den Krieg erklärt hatte, verließ er das Land und begann eine Offizierskarriere beim französischen Militär. Nach dem Krieg kehrte er 1796 nach Spanien zurück, wo er bis zu seiner erneuten Rückkehr nach Frankreich 1805 einige Orgeln erbaute.

### Kindheit und Ausbildung (1811 bis 1834)

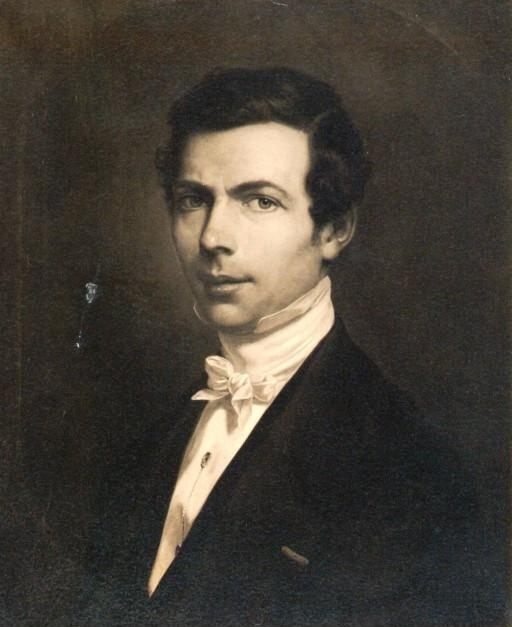
Aristide Cavaillé-Coll im Alter von 25 Jahren nach einem Gemälde von Claude Jules Grenier

Aristide Cavaillé-Coll wurde am 4. Februar 1811 in Montpellier als zweiter Sohn Dominique Cavaillé-Colls und dessen Frau Jeanne Autard geboren; sein älterer Bruder Vincent (* 9. Oktober 1808; † 1886) wurde ebenfalls Orgelbauer. Die Unruhen in Südfrankreich aufgrund der Bourbonen-Restauration durch Ludwig XVIII. 1814 brachten seinen Vater Dominique dazu, seine Familie nach Lérida in Spanien zu verbringen. Der erst fünfjährige Aristide erhielt dort eine nur unzureichende Schulbildung und hatte sein Leben lang Rechtschreibprobleme. Er hatte auch keine musikalische Ausbildung: Er lernte weder ein Instrument spielen noch erwarb er systematisch musiktheoretische Kenntnisse.
Aus Furcht vor einer auftretenden Epidemie kehrte die Familie Cavaillé-Coll 1822 nach Frankreich zurück und lebte ab 1824 in Gaillac, ab 1827 in Toulouse. Aristide zeigte schon früh großes handwerkliches Geschick. Er arbeitete bereits mit elf Jahren an einer für seine Größe hergestellten Werkbank und zeigte auch mathematisches Talent. Der Bau der Orgel in Gaillac entstand während seiner Lehrzeit. Als Dominique 1829 eine große Zahl von Aufträgen aus Spanien bekam, schickte er den erst 18-jährigen Aristide nach Lérida, um dort ein bei der Flucht unvollendet gelassenes Instrument fertigzustellen. Aristide erdachte zahlreiche Neuerungen. Eine davon war die Parallelogrammführung, um das Verkanten der Parallelbälge zu vermeiden. Zu seiner Enttäuschung erfuhr er später, dass James Watt diese bereits vor ihm erfunden hatte. Eine weitere Neuerung war die Koppel durch Fußhebel (statt Schiebekoppeln) sowie die Bedienung des Schwellwerkes durch Fußhebel (statt wie bisher über Seilzüge oder Handhebel).
Nach der Rückkehr nach Toulouse entwickelte er gemeinsam mit seinem Vater und seinem Bruder die Poïkilorgue, ein harmoniumartiges Instrument für den kammermusikalischen Gebrauch (die beiden einzigen gebauten Exemplare befinden sich heute im Musée du Conservatoire). Bei einem Besuch von Gioachino Rossini 1832 in Toulouse zog dieses dessen Aufmerksamkeit auf sich: Rossini dirigierte in Toulouse Giacomo Meyerbeers Oper Robert le diable, die erste Oper, die zusätzlich zum Orchester eine Orgel verlangte. Da die Oper von Toulouse über keine Orgel verfügte, wurde kurzerhand eine Poïkilorgue bereitgestellt: Rossini war überwältigt von deren Klang und ermutigte Aristide nach Paris zu gehen. 1833 erfand Cavaillé-Coll auch eine Kreissäge, für die er am 19. März 1834 mit der Bronzemedaille der Société d’Encouragement ausgezeichnet wurde.

### Bau der Orgel der Basilika von Saint-Denis und Durchbruch in Frankreich (1834 bis 1843)

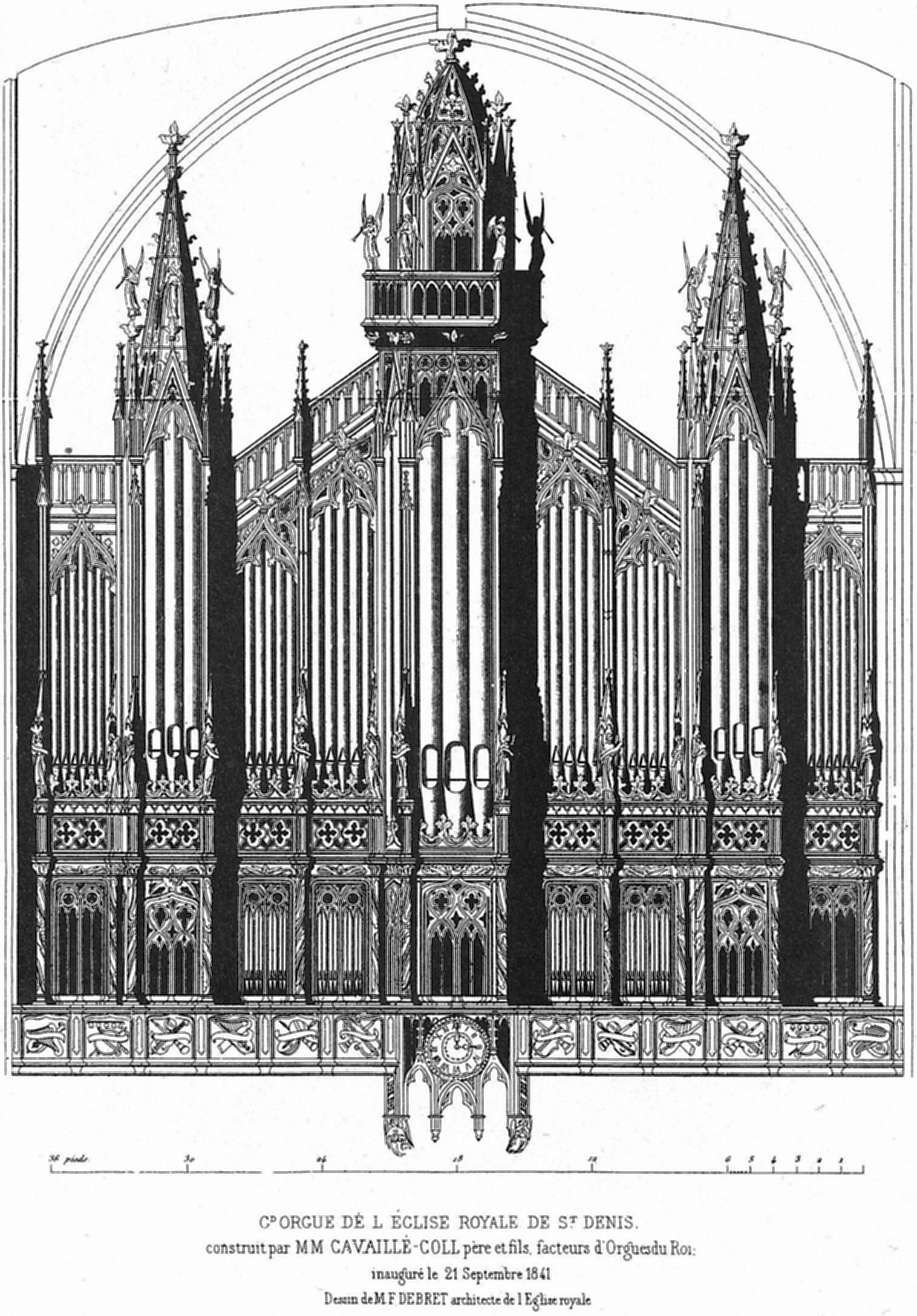
Orgel von St-Denis 1841

Angeregt durch Gioachino Rossini nahm der junge Cavaillé-Coll am 21. September 1833 eine Gelegenheit wahr, nach Paris zu ziehen – ausgestattet mit zahlreichen Empfehlungsschreiben u. a. für Gaspard de Prony, Sylvestre Lacroix, Charles Cagniard de la Tour und Luigi Cherubini sowie für die Orgelbauer Henri Montan Berton, Sébastien Érard, Claude Callinet, Davrainville (* 1784) und Louis-Paul Dallery.
Zur Zeit seiner Ankunft in Paris lag der Orgelbau weitgehend darnieder. Zahlreiche Orgeln waren während der Französischen Revolution zerstört worden. Mit François-Henri Clicquot war 1790 der letzte große französische Orgelbauer verstorben; um 1815 waren einzig Pierre-François Dallery und Jean Somer (der später von Callinet weitergeführt wurde) als ernstzunehmende Orgelbauer tätig. Die bestehenden Orgeln entsprachen kaum mehr dem Zeitgeschmack: Die orgue classique, d. h. die französische Barockorgel, zeichnete sich vor allem durch die Gegenüberstellung charakteristischer Klanggruppen aus: das Mixturenplenum (Plein-Jeu), das Zungenplenum (Grand-Jeu), Solo-Zungen (wie voix humaine und Cromorne), sowie zahlreiche Aliquotregister (Jeux de détail) und Cornet; das Pedal blieb schwach besetzt und wurde meist nur für Haltetöne genutzt. Das Zusammenspiel aller Register bei Koppelung aller Manuale im tutti interessierte weniger und war auch aufgrund der entstehenden Probleme bei der Windversorgung nicht ohne Weiteres möglich. Dynamische Staffelung war somit nur unter grober Missachtung der Klangfarbe möglich.
Symptomatisch für die Unzufriedenheit mit dem bestehenden Orgelbestand ist Felix Mendelssohn Bartholdys Beschreibung der Orgel von Saint-Sulpice bei seinem Besuch in Paris 1832:

„Ich komme eben aus St. Sulpice, wo mir der Organist die Orgel vorgeritten hat: sie klingt wie ein vollstimmiger Chor von alten Weiberstimmen; aber sie behaupten, es sei die erste Orgel in Europa, wenn man sie reparirte, was 30,000 Francs kosten soll. Wie der canto fermo mit einem Serpent begleitet klingt, das glaub Niemand, der es nicht gehört hat, und dazu läuten die dicken Glocken!“

In Paris angekommen wurde Cavaillé-Coll mit Henri Montan Berton bekannt gemacht, einem Mitglied der Orgelbaukommission der Basilika Saint-Denis. Für den Orgelneubau hatten sich bereits Pierre Érard (1796–1855), John Abbey (1785–1859), Louis Callinet (1786–1846) und Louis-Paul Dallery (1797–1875) beworben, die bedeutendsten Orgelbauer Frankreichs der Zeit. Auf Vorschlag Bertons begab sich Cavaillé-Coll unverzüglich in die Basilika, um den Raum kennenzulernen; anschließend skizzierte er innerhalb von drei Tagen in seinem Hotelzimmer einen Entwurf für eine neue Orgel. Zur Überraschung aller erhielt der junge, unbekannte Cavaillé-Coll – nur wenige Tage vorher von Dallery an der Tür abgewiesen – am 2. Oktober 1834 den Zuschlag. Sein Vater zog bald nach der Nachricht ebenfalls nach Paris, wo Vater und Sohn eine Werkstatt in der Rue Neuve-Saint-Georges N° 14, nahe der Kirche Notre-Dame-de-Lorette, eröffneten. Schon bald danach erhielt Aristide für diese Kirche ebenfalls den Auftrag zum Orgelbau. Dieses Instrument lieferte er am 22. Oktober 1838 aus. Nur drei Wochen zuvor hatte er eine Orgel in der Kirche Notre-Dame de Victoire in Lorient aufgestellt.

Schnitt durch einen Barkerhebel

Als Bauzeit für die Orgel von Saint-Denis waren laut Vertrag von 1833 drei Jahre veranschlagt bei einem Preis von 80.000 Francs für 81 Register auf fünf Manualen. Zwar wurde schon 1834 wohl auf Druck seines Vaters der Preis auf 85.000 Francs erhöht und die Registerzahl auf 71 gesenkt, dennoch schien der Zeitplan kaum einzuhalten. Zu seinem Glück wurde durch Baumaßnahmen im Innenraum der Kirche auch der Orgelbau von ihm unverschuldet verzögert, dennoch schien eine Orgel von solch bisher ungekannten Dimensionen mit schier unlösbaren Problemen behaftet zu sein.
Unvorhergesehene Schwierigkeiten ergaben sich vor allem daraus, dass die Orgel aufgrund hoher Winddrücke und der komplizierten Mechanik bei Benutzung überkommener technischer Möglichkeiten nur mit großer Kraftanstrengung beim Koppeln aller Manuale spielbar gewesen wäre – gerade dies hatte der junge Cavaillé-Coll aber bei Vertragsabschluss versprochen. Ein Schlüsselereignis für den Bau der Orgeln in Saint-Denis und für den gesamten modernen Orgelbau war die Begegnung mit Charles Spackman Barker im Jahre 1837. Barker hatte kurz zuvor eine pneumatische Maschine erfunden, mit deren Hilfe sich die Spielbarkeit wesentlich erleichtern ließ. In England hatte Barker keine Interessenten gefunden, daher bemühte er sich nun, seine Erfindung in Frankreich bekannt zu machen. Cavaillé-Coll erkannte sofort das Potential der Erfindung und entwickelte sie gemeinsam mit Barker weiter. Die Orgel von Saint-Denis erhielt im zweiten Manual eine solche Barkermaschine, welche es ermöglichte, dieses mit enormen 20 Registern zu disponieren und problemlos andere Manuale daran zu koppeln. Die Orgel wurde am 21. September 1841 eingeweiht und hatte durchschlagenden Erfolg. Cavaillé-Coll galt von nun an als modernster und führender Orgelbauer Frankreichs.

### Studienreise durch Europa (1844)
Beflügelt vom Erfolg der Orgel in Saint-Denis erhielt Cavaillé-Coll bald viele Aufträge, etwa die Revision der Clicquot-Orgel von St-Roch 1842. 1844 reiste Cavaillé-Coll durch Europa, um aktuelle Entwicklungen des Orgelbaus zu studieren; die Route hatte Sigismund von Neukomm festgelegt und Empfehlungsschreiben verfasst. Der Reisepass vom 9. September 1844 hält fest: „Größe: 1,69 m; dreiunddreißig Jahre alt; braunes Haar; graue Augen“. Der Reiseverlauf war: Straßburg, Rufach, Bern, Freiburg im Üechtland, Zürich, Winterthur, Stuttgart, Frankfurt am Main, Köln, Haarlem, Rotterdam, Utrecht, London. In Straßburg besichtigte er das Uhrwerk des Münsters und die Orgeln von Andreas und Johann Andreas Silbermann und urteilte:

« Nous avons ensuite entendu les orgues de Silbermann, père et fils. C’est bien comme jeux de fonds, mauvais comme jeux d’anches; en somme, ces orgues, sous le rapport de la mécanique et de la soufflerie, ont les mêmes qualités et les mêmes défauts que tous nos anciens instruments. »

„Wir haben dann die Orgeln von Silbermann, Vater und Sohn, gehört. So gut die Grundstimmen sind, so schlecht sind die Zungen; kurz: diese Orgeln haben, was Mechanik und die Windversorgung angeht, die gleichen Qualitäten und die gleichen Mängel wie alle unseren alten Instrumente.“

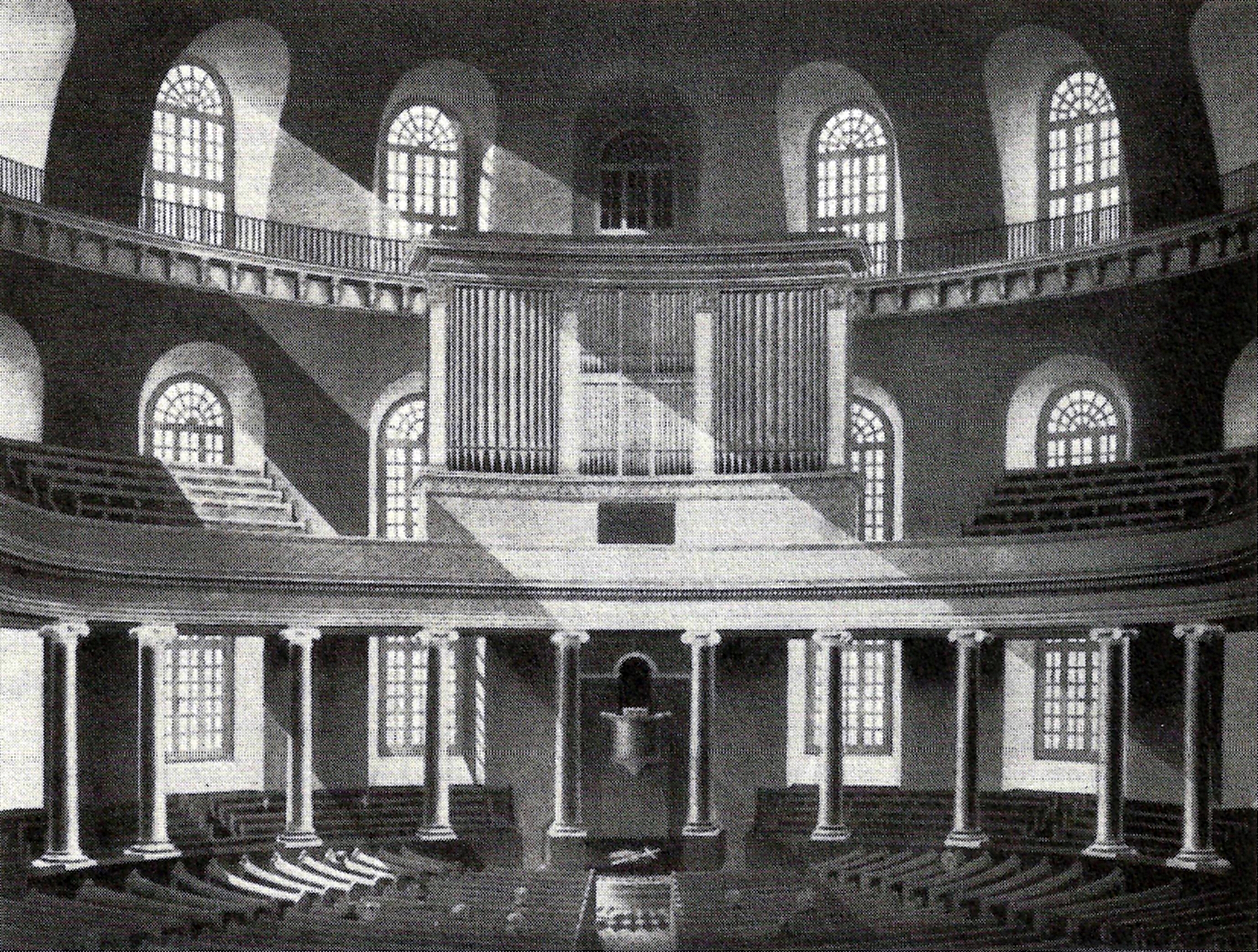
Orgel der Frankfurter Paulskirche von E.F. Walcker 1833 (III/P+P/74)

Er besichtigte die Orgel der Kathedrale von Fribourg, erbaut 1834 von Aloys Mooser (IV/P/68) und kritisierte deren klangliche Schwäche. In Ludwigsburg machte er Bekanntschaft mit Eberhard Friedrich Walcker – „ein Mann von Verdienst“ –, dem er seitdem in persönlicher Freundschaft verbunden war, und dessen Neffen Carl Gottlieb Weigle. Ein Abstecher nach Weingarten musste aus Zeit- und Geldmangel entfallen. Es schloss sich am 10. Oktober eine Besichtigung der Orgel der Frankfurter Paulskirche (III/P+P/74) an, die Walcker 1833 gebaut hatte. Sie hatte für die Entwicklung der romantischen Orgel in Deutschland ähnliche Impulswirkung wie Saint-Denis in Frankreich. Auch hier kritisierte er die mangelnde Durchschlagskraft der Zungen und Solostimmen, lobte indessen den majestätischen Grundcharakter:

« C’est très beau, mais c’est toujours froid, comme un allemand. Il ya de la majesté dans les jeux de fond, de la maigreur dans les jeux d’anches, de la faiblesse dans les jeux de solo, un peu d’hésitation dans l’ensemble; les poumons manquent de force : de là le calme et la tiédeur des effets musicaux de l’instrument. […] 75 registres, trois claviers à mains, deux claviers de pedales; tout cela en impose par le nombre. Mais, de même qu’un soldat français en vaut cinq des autres nations, un orgue de quinze registres à diverses pressions offre plus de puissance et plus de nuances, dans les effets sonores, que ce colossal instrument. Il ya néanmoins de bonnes choses, mais les poumons sont faibles ; c'est un bel homme atteint de phtisie. »

„Sie ist sehr schön, aber immer kalt, wie ein Deutscher. Majestätisch die Grundstimmen, mager die Zungen, schwach die Soloregister, der Gesamtklang etwas zaghaft; den Lungen fehlt es an Kraft: von daher die Sanftheit und Milde im Klang des Instruments […] 75 Register, drei Manualklaviere, zwei Pedalklaviere; all dies beeindruckt durch die Zahl. Aber wie ein französischer Soldat wie fünfe aus anderen Nationen gilt, so bietet eine Orgel von 15 Registern mit verschiedenen Winddruckhöhen mehr Kraft und mehr Nuancen im Klang als dieses kolossale Instrument. Nichtsdestoweniger gibt es gute Dinge, aber die Lungen sind schwach: ein schöner Mensch, der Schwindsucht anheimgefallen.“

Er brach weiter auf nach Köln und schließlich in die Niederlande nach Rotterdam, Utrecht, Haarlem (Besichtigung der Orgeln Christian Müllers). Dort knüpfte er Kontakt mit Jonathan Bätz (1787–1849). Die Reise fand ihren Abschluss mit kurzen Besuchen in London und Birmingham; die dortige Orgel William Hills von 1834 (Birmingham Town Hall) fand er äußerlich „abscheulich“, ihr 32′-Prospekt erinnerte ihn eher an Ablaufrohre.

### Orgel von La Madeleine und Hochzeit (1844 bis 1855)

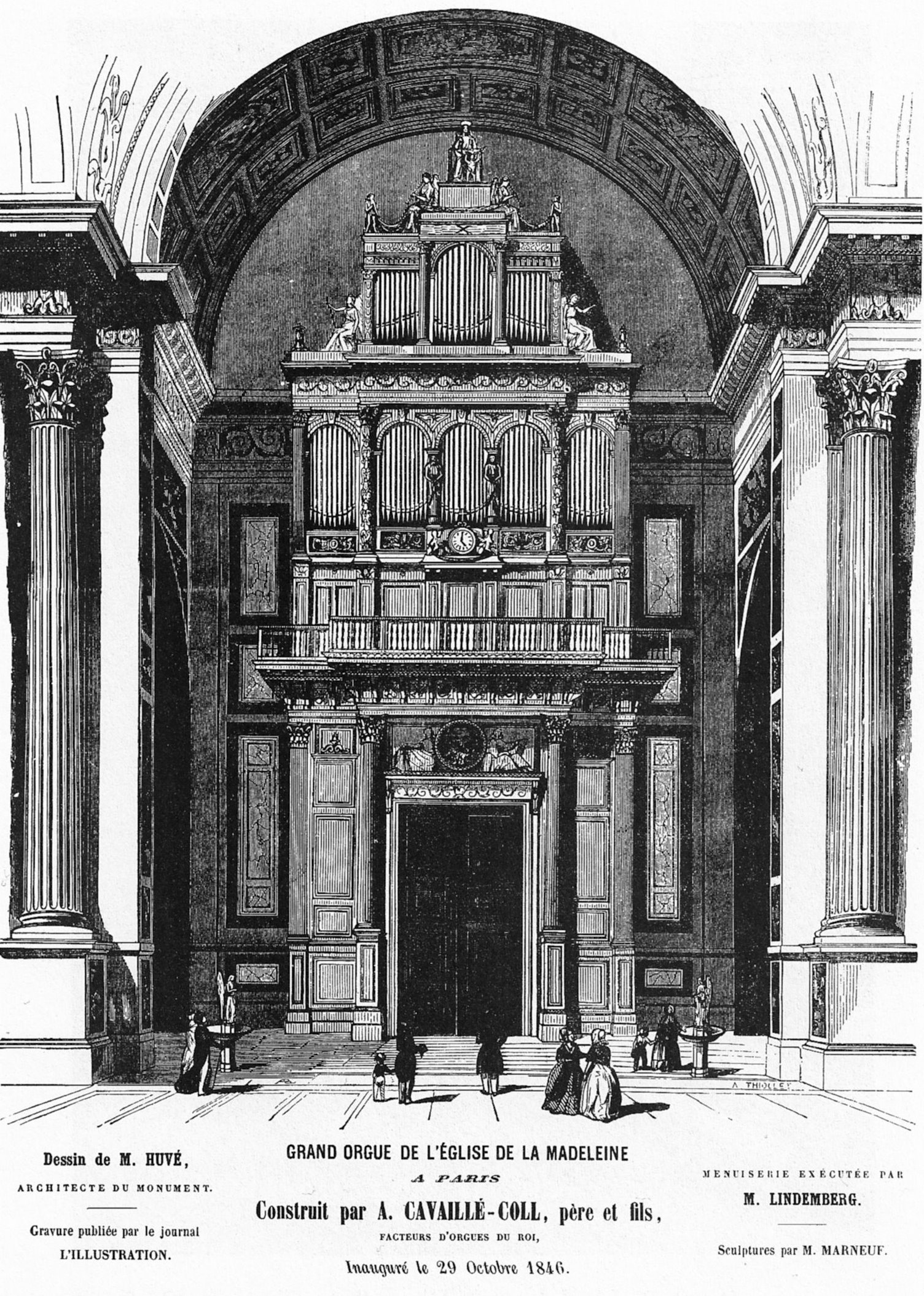
Orgel von La Madeleine 1846

1846 markierte der Bau der Orgel von La Madeleine mit dem weitgehenden Verzicht auf Aliquotregister und Mixturen eine weitere Wende in Cavaillé-Colls Schaffen, zur großen Verwunderung der Pariser Musikwelt. So bemerkte Abbé H.-J. Ply:

„In der Tat, als Mr Cavaillé-Coll die Orgel von La Madeleine fertigstellte, war die Musikwelt erstaunt zu sehen, dass dieses 48-Register-Instrument nur über ein Aliquotregister, eine Quinte 3′, verfügte. Einige priesen diese Neuerung und Berlioz war sicher nicht unter den letzten; die meisten aufgeklärten Künstler kritisierten den Erbauer jedoch dafür, diese Register nicht zu bauen; sparsam eingesetzt in einer verständigen Registrierung geben sie doch der Orgel ihren eigentümlichen Charakter, der sie von allen anderen Instrumenten unterscheidet.“

Entgegen den Empfehlungen der Fachwelt (besonders Marie-Pierre Hamels und Sigismund von Neukomms) hatte Cavaillé-Coll auch auf durchschlagende Zungen verzichtet; diese genossen damals besonders in Deutschland große Wertschätzung und konnten mittels eines eigenen Blasebalgs in stufenloser Dynamik erklingen. Zu groß erschienen ihm die Probleme im Bezug auf Stimmung, Winddruck und Lautstärke. Die gewünschte romantische Expressivität sollte stattdessen durch ein Schwellwerk erreicht werden.
In diese Phase datiert auch die Zeit eines heftigen ideologischen Konflikts zwischen Cavaillé-Coll und Félix Danjou um die Zukunft des Orgelbaus. Danjou stand den von Cavaillé-Coll forcierten Neuerungen im Orgelbau mit großer Skepsis gegenüber. Er hatte 1838 die Orgelbaufirma Daublaine-Callinet gemeinsam mit Louis Callinet in Paris und Théodore Sauer in Lyon gegründet, deren wichtigstes Werk, die Orgel von Saint-Eustache, jedoch schon sechs Monate nach der Orgelweihe durch einen von Charles Barker verursachten Brand zerstört wurde. Danjou propagierte eine Reform gegen profanierte und opernhafte Kirchenmusik: Seit der Französischen Revolution waren geistliche „Privatkonzerte“ für das großstädtische Bürgertum in Mode und mit den 1840er Jahren verließ die Orgel erstmals ihren angestammten Platz in liturgischer Funktion: Orgeln wurden nunmehr auch in Konzertsälen und Privatsalons gebaut und umgekehrt Orgeln in Kirchengebäuden auch in rein profanen Konzerten gespielt; Militärmärsche und galante Opernparaphrasen erfreuten sich großer Beliebtheit. Es lag nahe, bei diesen Gelegenheiten auch Orgel und Orchester gemeinsam einzusetzen und die Orgel die Instrumente des Orchesters imitieren zu lassen.
Cavaillé-Colls Orgel in La Madeleine, architektonisch ein „heidnischer Tempel“, bildete 1847 das Hauptangriffsziel einer Reihe von Aufsätzen in Danjous Revue de la musique religieuse, populaire et classique; er gestand Cavaillé-Coll zwar ein hohes handwerkliches und technisches Können zu, doch nutze er dies allein dazu, Orchesterinstrumente nachzuahmen und der Orgel dadurch ihrer klanglichen Eigenheiten zu berauben. Orchesterinstrumente seien für sinnliche Musik geschaffen, die in der Kirche fehl am Platze sei; Gleiches gelte für die gebauten Schwellwerke und überblasenden Register. Die Orgel in La Madeleine kranke an

„der lärmenden Brillanz der Trompeten und dem aufdringlichen Ton der Flöten. Der Gottesdienst bedarf nicht der Wiederholung jenes Wunders, das die Mauern von Jericho zum Einsturz brachte.“

Der Lieblingsorganist Cavaillé-Colls (und des Publikums) in den 1840er Jahren war Louis Lefébure-Wély, bekannt für seine Improvisationskunst und als wichtiger Mitstreiter für Cavaillé-Colls Klangideal an fast allen Orgelweihen beteiligt. In ähnlicher Weise wie Cavaillé-Coll von Danjou und Stephen Morelot für sein opernhaft-profaniertes Orgelspiel angegriffen, wurde ihm der deutsche Organist Adolf Hesse gegenübergestellt. Hesse war in Paris seit der Einweihung der Orgel von Saint-Eustache 1844 bekannt (er hatte bei dieser Gelegenheit auf persönliche Empfehlung und in Begleitung Frédéric Chopins auch in St-Denis gespielt); vom Publikum nur mäßig begeistert aufgenommen machte er dennoch in Fachkreisen durch makelloses legato und Pedalspiel Eindruck und brachte dieses erstmals in Kontakt mit dem Orgelwerk Johann Sebastian Bachs. Cavaillé-Colls Begeisterung für Lefébure-Wély schwand erst, als er 1850 Bekanntschaft mit dem belgischen Organisten Jacques-Nicolas Lemmens machte – einem Schüler Hesses. Lemmens war begeistert von den Cavaillé-Coll-Orgeln, die er in Paris kennenlernte; Cavaillé-Coll sah seinerseits in Lemmens’ Verschmelzung von Bachschem Kontrapunkt und romantischer Expressivität eine neue Welt der Orgelmusik in einem Bereich eröffnet, der Lefébure-Wély vollkommen fremd war. Nicht zuletzt durch Lemmens’ Einfluss erweiterte Cavaillé-Coll ab den 1850ern den Pedalumfang seiner Orgeln, um das Orgelwerk Bachs auf ihnen spielbar zu machen.
1854 folgte der Umzug aus der zu eng gewordenen Werkstatt in der Rue Notre-Dame-de-Lorette (die Rue Neuve-Saint-Georges war umbenannt worden) in die Rue de Vaugirard N° 94–96. Ein neuer großer Saal mit hohem Gewölbe machte es möglich, auch große Instrumente zusammenzubauen und vorzuführen. Ebenfalls 1854 heiratete er am 3. Februar Adèle Blanc, mit der er später sechs Kinder hatte (Cécile, Emmanuel, Joseph, Gabriel, Pierre und Isabelle). Pierre und Isabelle starben früh, Emmanuel wurde Dekorationsmaler, Joseph fiel als Marinesoldat mit 22 Jahren, Gabriel wurde ebenfalls Orgelbauer.

### Bau der Orgeln von Saint-Sulpice und Notre-Dame-de-Paris (1856 bis 1879)

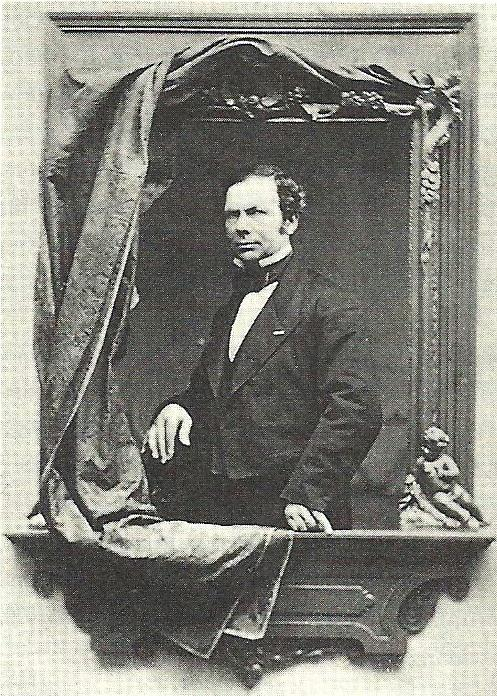
Aristide Cavaillé-Coll um 1855, Fotografie von Adolphe Dallemagne

Nach dem Tod seines Vaters gründete Aristide Cavaillé-Coll 1856 die Kommanditgesellschaft auf Aktien A. Cavaillé-Coll Fils & Cie. In der nun beginnenden Glanzzeit des Unternehmens verließen im Schnitt etwa 20 Instrumente pro Jahr Cavaillé-Colls Werkstatt. Entscheidend für den Erfolg der Werkstatt dürfte auch deren Anziehungskraft auf talentierte Mitarbeiter gewesen sein. Die Mitarbeiterzahl betrug zwischen 40 (im Krisenjahr 1848) und 75 Angestellten (im Jahr 1878). Mehrere Generationen von Mitarbeitern arbeiteten unter Cavaillé-Coll und verehrten ihn als Patriarchen der Werkstatt. Besonders hervorzuheben sind die Brüder Gabriel und Félix Reinburg, die erstklassige Intonateure waren. Die Struktur innerhalb der Werkstatt war durch Spezialisierung auf einzelne Teilbereiche geprägt; überwacht wurde alles von Cavaillé-Coll, der den Arbeitsfortgang von seinem Büro aus und durch regelmäßige Rundgänge überwachte.

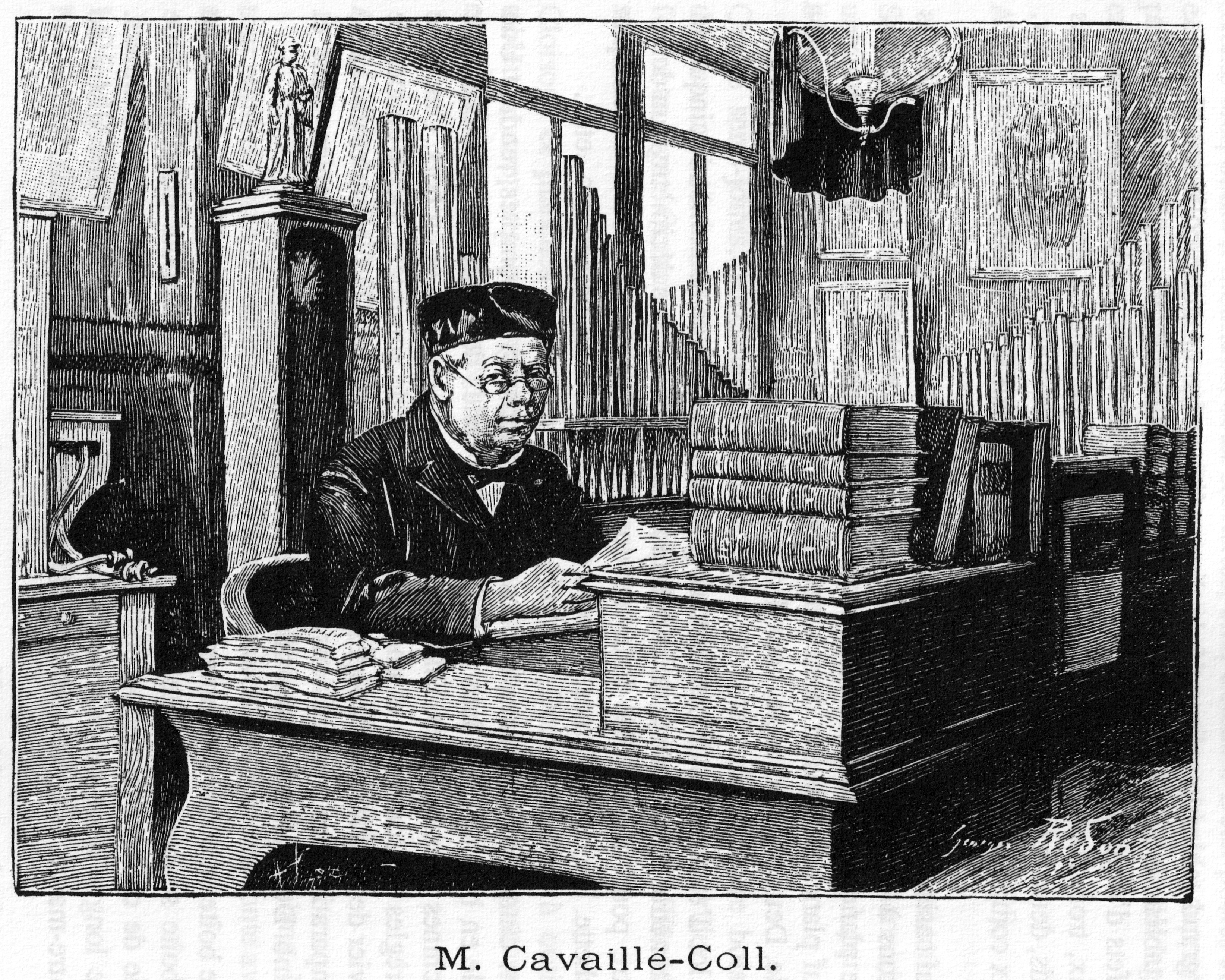
Cavaillé-Coll in seinem Arbeitszimmer

In seinem Büro war Cavaillé-Coll von verschiedenen Instrumenten, Maschinen und Modellen umgeben. Er verfügte über eine große Fachbibliothek. Zur Ausstattung gehörte auch ein Gerät, mit dem sich durch 32 Orgelpfeifen die ersten 32 harmonischen Teiltöne in beliebiger Abfolge und Kombination wiedergeben ließen. Ihrer enormen Lautstärke wegen wurde sie auch machine infernale genannt. Cavaillé-Coll verfügte über großes Geschick, die durch diese Apparaturen gewonnenen Erkenntnisse in mathematischen Formeln auszudrücken; er kann zu den Begründern der modernen akustischen Forschung gezählt werden. Zu seinen Bekannten zählten die Physiker Félix Savart, Jules Antoine Lissajous, Léon Foucault (dem Cavaillé-Coll bei der genauen Berechnung der Lichtgeschwindigkeit behilflich war); Louis Pasteur war für eine Zeit sein Nachbar. Unter den Orgelbauern zählte er Eberhard Friedrich Walcker, Friedrich Ladegast und Wilhelm Sauer zu seinen Freunden, ferner die Klavierbauerfamilie Érard und den Uhrmacher Jean André Lepaute.
Auch mit den musikalischen Größen des Pariser Musiklebens stand Cavaillé-Coll in regem Austausch. Er nahm regelmäßig an privaten Musikabenden teil, beispielsweise mit den Komponisten Camille Saint-Saëns, Gioachino Rossini und der Sängerin Pauline Viardot. Zu seinem weiteren Freundeskreis zählten auch Giacomo Meyerbeer, Louis Niedermeyer, François Benoist, Ambroise Thomas, Charles Valentin Alkan, Gabriel Fauré, Charles Gounod, Jules Massenet, Léo Delibes, François-Joseph Fétis, Hector Berlioz und Franz Liszt. Über den einflussreichen Sigismund von Neukomm erlangte er 1846 den Titel „Königlicher Orgelbauer“. Cavaillé-Coll hatte daneben auch erheblichen Einfluss auf eine ganze Komponistengeneration, die später als französische Orgelschule weltbekannt wurde: So schickte er Alexandre Guilmant und später Charles-Marie Widor zu Lemmens, um sie mit dem Orgelwerk Bachs und der deutschen kontrapunktischen Tradition bekannt zu machen. Widor folgte später Louis Lefébure-Wély als Organist in Saint-Sulpice nach. Gegen Ende seines Lebens lernte er noch den jungen Louis Vierne sowie den achtjährigen Marcel Dupré kennen, der ihm bei einem Spaziergang am Seine-Ufer zahlreiche Fragen zu den Orgeln in Notre-Dame und Saint-Sulpice stellte.

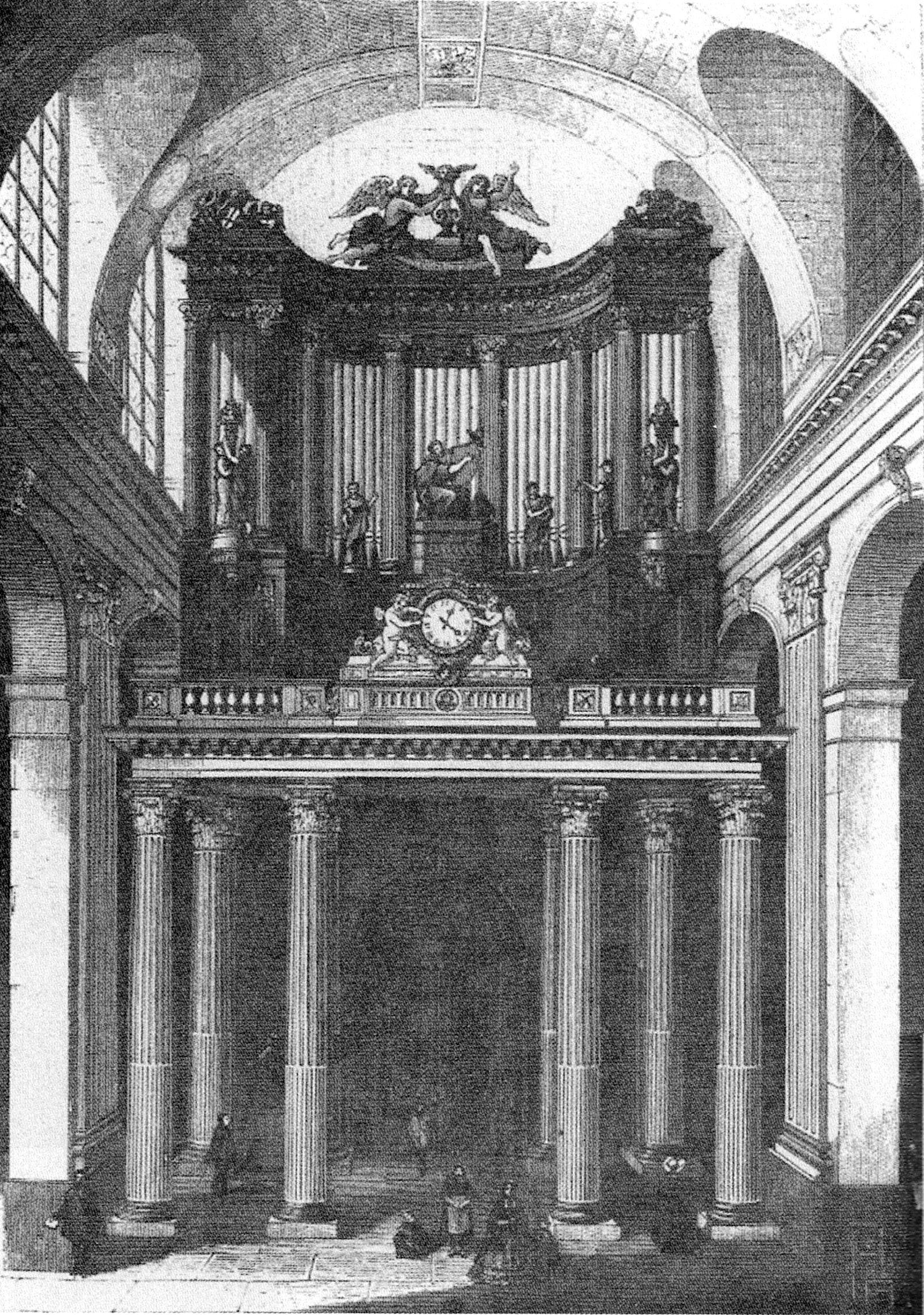
Grandes-Orgues von St-Sulpice (Paris) nach der Orgelfestschrift 1865

In der Anfangszeit des Unternehmens war Cavaillé-Coll seinen französischen Konkurrenten technisch weit überlegen. Erst ab Mitte der 1850er Jahre erwuchs ihm in Joseph Merklin ein in technischer Hinsicht ernsthafter Konkurrent, zumindest in der französischen Provinz; klanglich begnügte dieser sich jedoch eher damit, Cavaillé-Coll zu kopieren. In der Stadt Paris war seine Vorrangstellung unbestritten. Die internationale Konkurrenz Cavaillé-Colls baute inzwischen immer größere Orgeln: In Liverpool hatte Henry Willis 1855 eine viermanualige Orgel mit 100 Registern, in Ulm Walcker 1857 ein Instrument gleicher Größe mit Doppelpedal errichtet; Cavaillé-Coll selbst bewunderte Walckers Orgel als „die ohne Zweifel großartigste je gebaute Orgel“. Ab 1857 plante Cavaillé-Coll, der ausländischen Konkurrenz ein ebenbürtiges Orgelwerk entgegenzusetzen: Der Umbau der Orgel von St-Sulpice (Paris). Die Orgel war 1781 von François-Henri Clicquot errichtet worden und sollte erneuert und erweitert werden. Der 1862 vollendete Ausbau auf fünf Manuale mit 100 Registern war bahnbrechend und überwältigend für das in- und ausländische Publikum. Cavaillé-Coll hatte es zu Weltruhm gebracht.
1863 bis 1868 baute Cavaillé-Coll die Orgel der Kathedrale Notre-Dame de Paris, mit der er den Erfolg von Saint-Sulpice nochmals wiederholen konnte. Wirtschaftlich waren beide Projekte allerdings weniger erfolgreich; permanente finanzielle Probleme zwangen ihn, zwei stille Teilhaber in die Firma aufzunehmen. Den Auftrag für den Bau der Orgel des Petersdomes konnte er nicht bekommen, sein Entwurf von 1875 mit 8.316 Pfeifen und 124 Registern auf fünf Manualen brachte es nicht über ein Modell im Maßstab 1:10 hinaus, das Lemmens 1878 bei einer Papstaudienz vorstellte. Der berufliche Erfolg wurde gleichzeitig von privater Trauer überschattet: 1859 starben zwei seiner Kinder, 1862 seine Mutter, 1868 seine Frau bei der Geburt ihres letzten Kindes.

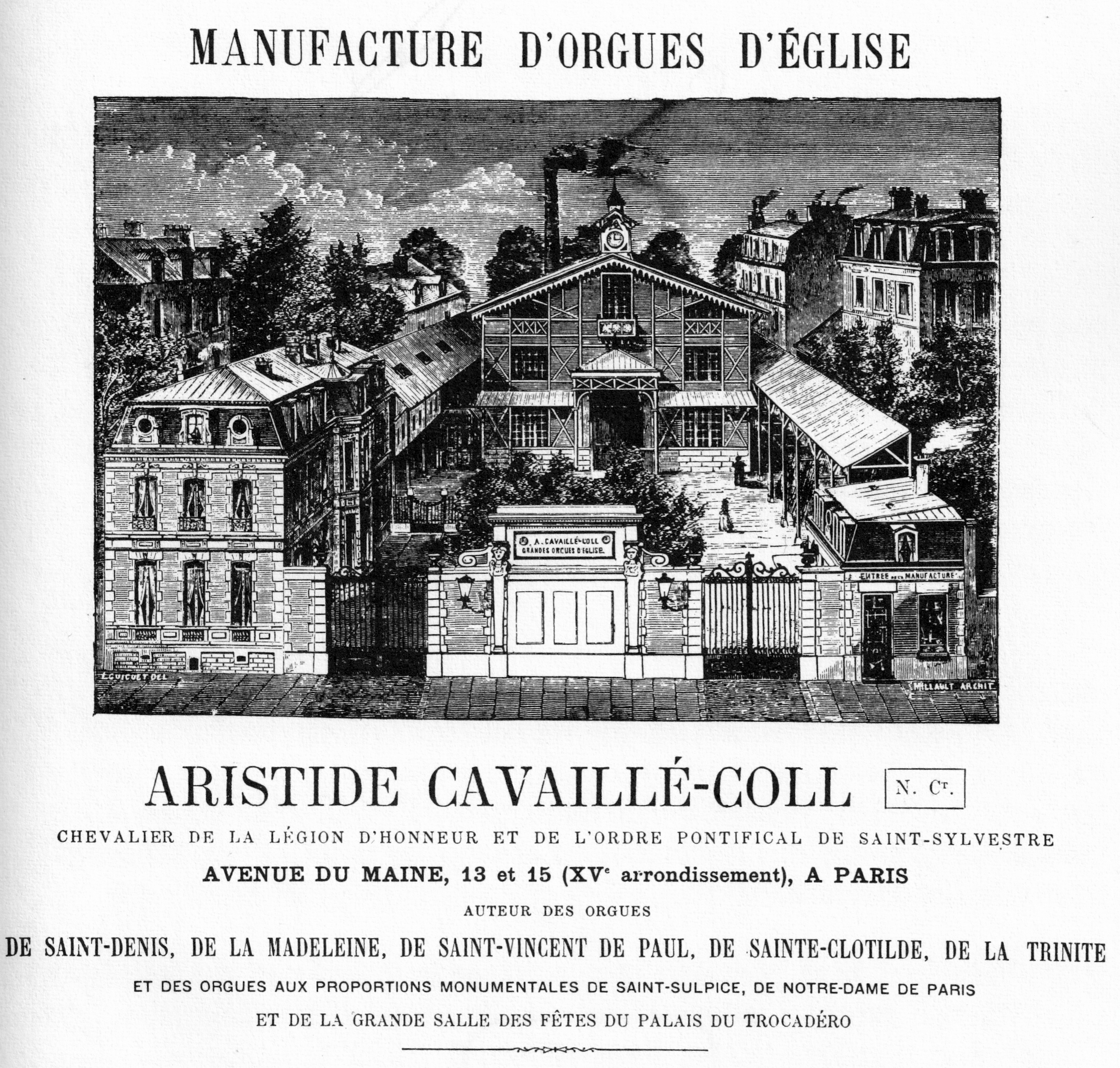
Cavaillé-Colls Werkstatt in der Avenue du Maine 13/15 im 15. Arrondissement

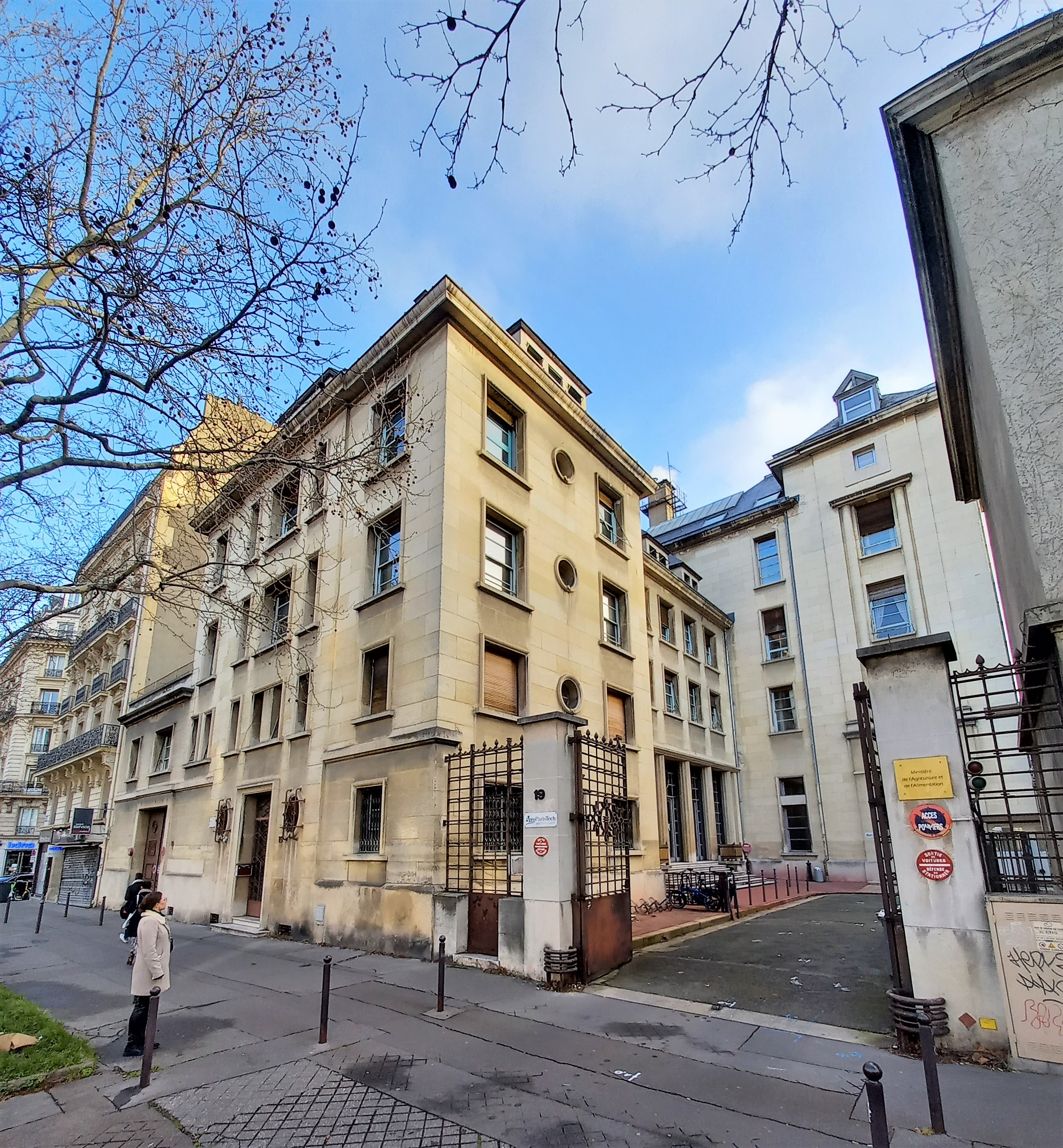
Heutige Ansicht des Gebäudes in der Avenue du Maine 13/15

1866 musste die Werkstatt erneut aufgrund der Stadtplanung des Präfekten von Paris, Baron Haussmann, umziehen und war von nun an in der Avenue du Maine nahe dem Bahnhof Montparnasse zu finden. Nur wenige Instrumente verließen jedoch in dieser Zeit, kurz vor dem Deutsch-Französischen Krieg, die Werkstatt.

### Cavaillé-Colls Orgeln in Großbritannien (1866 bis 1879)
Um die mangelnden Aufträge aus Frankreich auszugleichen, wich Cavaillé-Coll nach England aus. Dort war sein Werk bislang aus der Ferne bewundert worden, der hohen Kosten beim Auftrag an eine ausländische Firma wegen war es aber bislang zu keinem Vertrag gekommen. Den Auftakt bildete ein Neubau für die Carmelite Priory in Kensington, der 1866 von Widor und Guilmant eingeweiht wurde. Der damals führende britische Organist, William Thomas Best, zeigte sich beeindruckt, ebenso wie der Geschäftsmann John Hopwood; dieser orderte daraufhin 1870 eine Orgel zu seinem privaten Gebrauch in Bracewell Castle, die 1875 und bei seinem Umzug nach Ketton Hall in Rutland 1883 noch vergrößert wurde. Wenn es auch für den Bau der Orgel der Royal Albert Hall zu spät war (Henry Willis hatte den Auftrag erhalten), so versorgte Hopwood Cavaillé-Coll mit zwei weiteren Aufträgen in Sheffield und Blackburn.
Die Orgel der Town Hall (Sheffield) (IV/P/64) von 1873 war seine größte Orgel in Großbritannien und ein weiterer Meilenstein seines Schaffens. Sie beeindruckte durch gleich drei Schwellwerke, den Ausbau der Manuale bis zu c4 und eine vollständige horizontale Solozungenbatterie in 16′-, 8′- und 4′-Lage. 1879 folgte erneut eine größere Konzertsaalorgel für die Manchester Town Hall (IV/P/48), die 1893 noch erweitert wurde und von James Kendrick Pyne, dem Organisten der Kathedrale von Manchester, höchstes Lob erntete:

“I have recently given a performance on an entirely new and costly organ belonging to an influential Corporation […] and I can confidently say there is no comparison to be made between the two instruments, so superior is M. Cavaillé-Coll’s.”

„Kürzlich gab ich eine Vorstellung auf einer völlig neuen und teuren Orgel von einem einflussreichen Unternehmen […] und ich kann getrost sagen, dass überhaupt kein Vergleich zwischen den beiden Instrumenten besteht, so überlegen ist das Instrument von M. Cavaillé-Coll.“

Von Cavaillé-Colls acht britischen Orgeln blieb nur eine in halbwegs originalem Zustand erhalten. Cavaillé-Colls schmetternde Zungenregister, die französischen Spieltische und Spielhilfen waren für englische Verhältnisse zu ungewohnt, als dass sie gegen anglisierende Veränderungen immun gewesen wären. Symptomatisch mag Reginald Whitworths Bemerkung über die Orgel in Sheffield aus dem Jahre 1925 sein:

“The great diapason tone, an the whole, is rather weak but very beautiful, and the 16ft flues have rather a tendency to predominate. If, however, the diapason tone of the swell, choir and solo is added, the general diapason tone is vastly improved. The chorus reeds are voiced very loudly and are rather brassy, no greater wind pressure than 6 in. being employed, even for the solo organ. In England we are used to the smooth-toned reeds and heavy pressures of our great modern organ builders. […] The solo trompettes en chamade in this instrument strike through the rest of this organ wonderfully well.”

„Der Ton des Hauptwerks-Prinzipals ist im Großen und Ganzen eher schwach, aber von großer Schönheit, die 16-Fuß-Flöten tendieren eher dazu, den Klang ein wenig zu beherrschen. Wenn man aber den Prinzipal des Schwellwerks, Positivs und Solowerks hinzufügt, wird der Prinzipalklang stark verbessert. Der Zungenchor ist sehr laut intoniert und klingt eher metallisch, wobei kein höherer Winddruck als 6 in. gebraucht wird, selbst für das Solowerk. Von unseren größeren modernen Orgelbauern sind wir in England eher an geschmeidigen Zungenklang und hohen Winddruck gewöhnt. […] Der Klang der trompettes en chamade des Solowerkes durchflutet herrlich-schön die gesamte restliche Orgel.“

### Spätwerk in Saint-Ouen und Saint-Sernin (1880 bis 1899)

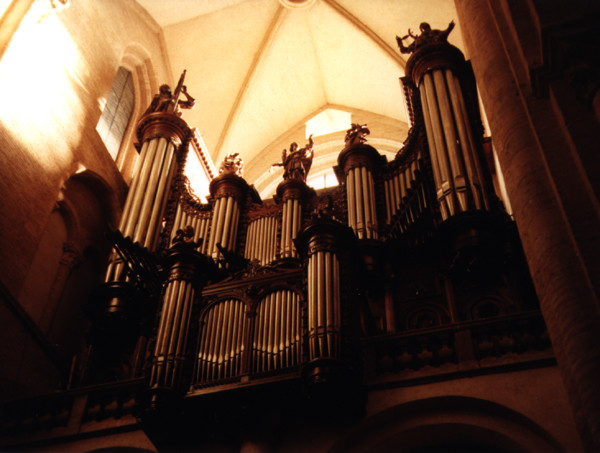
Orgel in St-Sernin de Toulouse

Zwei letzte Umbauten bilden das reife Spätwerk Cavaillé-Colls: Die Orgel der Abteikirche Saint-Ouen in Rouen und die Orgel der Basilika Saint-Sernin in Toulouse. Angesichts der riesigen Räume, für die sie gebaut wurden, eher klein disponiert, zeichnen sich diese Umbauten von Vorgängerorgeln durch große Klangschönheit aus und stehen den Orgeln von Notre-Dame und Saint-Sulpice mit ihrer enormen Durchschlagskraft in nichts nach.
Wirtschaftlich stand die Werkstatt in den letzten Lebensjahren Cavaillé-Colls fast ständig vor dem Konkurs. Sein Sohn Gabriel hatte zwar das Orgelbauhandwerk erlernt, Cavaillé-Coll sah ihn aber nicht als seinen Nachfolger an. Gabriel eröffnete eine eigene Orgelbauwerkstatt, scheiterte jedoch bald und floh mit der Kasse des Unternehmens nach Spanien, wo er 1916 starb. Sein Vater baute seine letzte große Orgel 1898 für den Baron de L’Espée auf Schloss Ilbarritz bei Biarritz mit 70 Registern auf vier Manualen (sie steht heute in der Kirche Basilique du Sacré-Cœur). Nicht ohne Einfluss auf die Auftragslage war ebenfalls, dass sich ehemalige gut ausgebildete Mitarbeiter Cavaillé-Colls in der Provinz selbständig machten, wie Charles Mutin in Caen, dazu Louis Debierre  in Nantes.
Cavaillé-Coll litt unter Einbußen seines Seh- und Hörvermögens. Er war nicht bereit, den hohen (aber teuren) mechanischen und künstlerischen Standard seiner Orgeln aufzugeben; Neuerungen im Orgelbau wie Elektrik und Pneumatik lehnte er ab, sondern baute weiterhin mit mechanischen Schleifladen. Dennoch versuchten nach seinem Tode Albert Peschard und John William Hinton, die Erfinder der frühen elektro-pneumatischen Traktur, sowie auch Marcel Dupré anhand von Briefwechseln mit ihm zu verbreiten, Cavaillé-Coll habe diese eigentlich befürwortet und sie nur aufgrund seines hohen Alters nicht mehr eingesetzt. Dass Cavaillé-Coll nur ein Jahr vor seinem Tode die elektro-pneumatische Traktur der Orgel von St-Augustin entfernte (Hinton nannte dies einen „Akt des Vandalismus“), erklärte Hinton letztlich mit dem „äußersten senilen Unvermögen“ eines 87-Jährigen. Die neuere Forschung geht hingegen davon aus, dass Cavaillé-Coll mit Elektrizität im Orgelbau bereits seit den 1850er Jahren durch Henry John Gauntlett (1806–1876) und Paul-Gustave Froment bekannt war, sie aber aus künstlerischen Prinzipien zugunsten des Barker-Hebels ablehnte:

„Der pneumatische Hebel hat [gegenüber der Elektrizität] den Vorteil, dass er seine Energie genau aus der Quelle schöpft, die auch den Klang erzeugt.“

Gedanken über den Einsatz von Elektrizität zum Betrieb der Blasebälge sind in Briefen belegt; jedoch verwarf er dies wegen der praktischen Probleme, die die Frühzeit der Elektrik noch mit sich brachte.

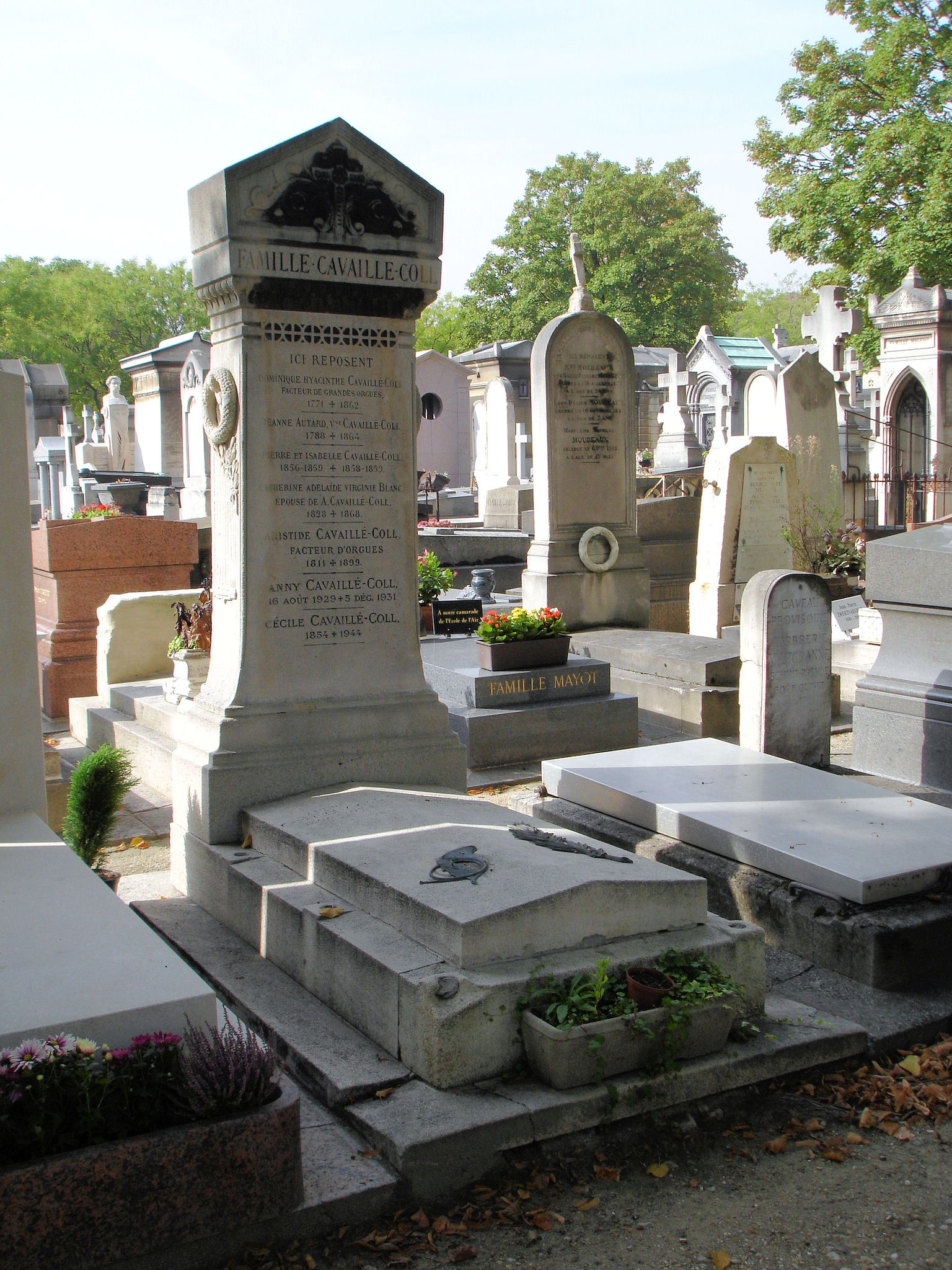
Grab der Familie Cavaillé-Coll auf dem Cimetière Montparnasse

Bis zum 15. März 1898 stand seine Werkstatt unter Cavaillé-Colls Leitung. Um den wirtschaftlichen Untergang zu vermeiden, übergab er nun das Unternehmen an Charles Mutin (1861–1931), den er ausgebildet hatte. Unter Mutins Leitung erwirtschaftete das Unternehmen bald wieder Gewinne, ohne dass die Orgeln qualitativ denen von Cavaillé-Coll nachstanden. Mit der Trennung von Kirche und Staat in Frankreich 1905 wurde es immer schwieriger, große Orgeln zu finanzieren, und die Qualität der Orgeln ließ auch durch den wirtschaftlichen Ehrgeiz Mutins nach. 1924 gab Mutin die Werkstatt ab. Die Firma bestand noch bis kurz nach dem Zweiten Weltkrieg.
Nach der Übergabe des Unternehmens zog Cavaillé-Coll mit seiner Tochter Cécile in die Rue du Vieux-Colombier N° 21, in die Nähe von Saint-Sulpice. Hochbetagt starb Aristide Cavaillé-Coll am 13. Oktober 1899 im Alter von 88 Jahren. Seine Totenmesse fand in Saint-Sulpice mit Widor als Organisten statt. Er wurde am 16. Oktober auf dem Friedhof Montparnasse in Paris begraben.

## Mitarbeiter

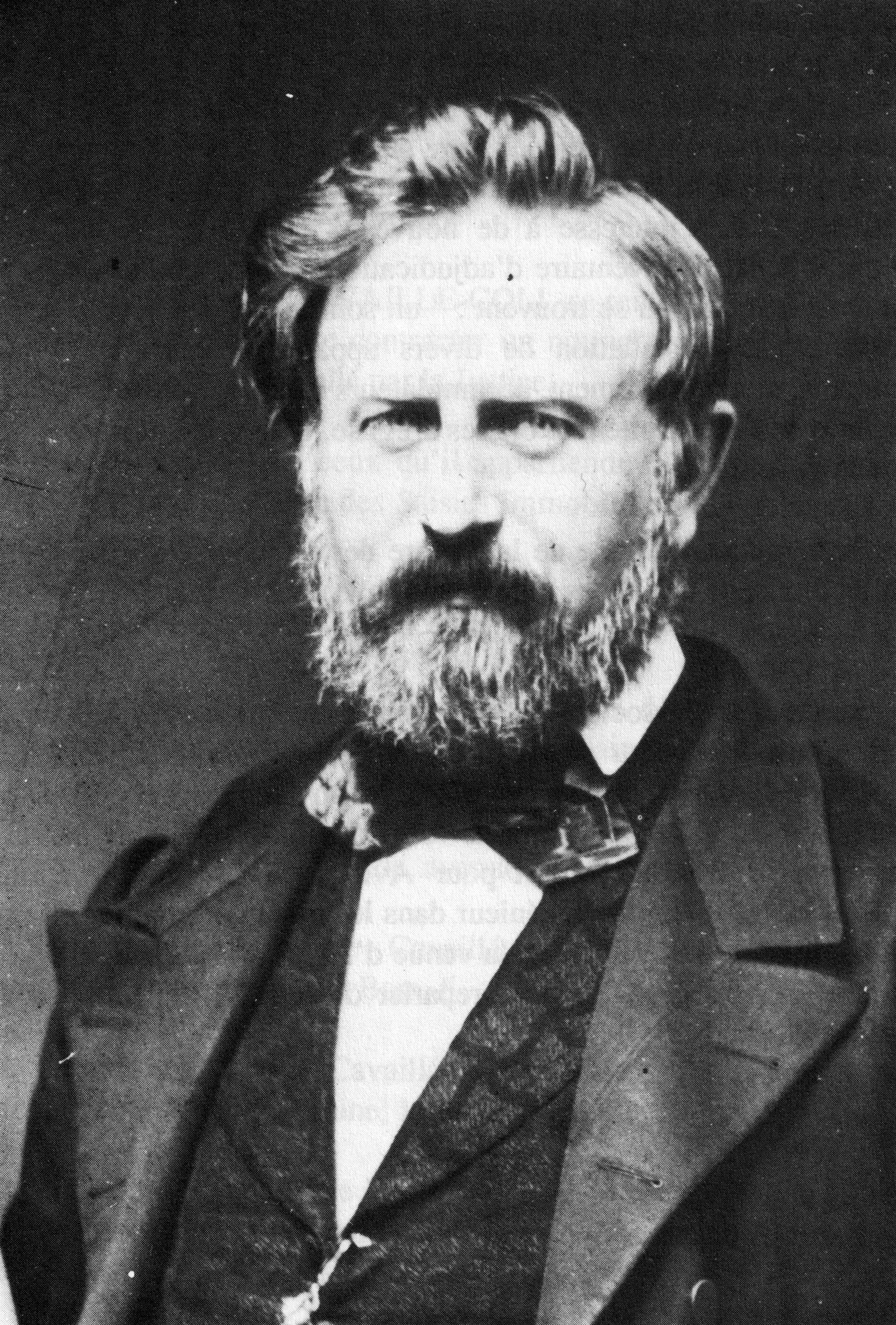
August Neuburger, Werkstattleiter, Anfang 1850er Jahre

Zu Aristide Cavaillé-Coll kamen zahlreiche junge Orgelbauer, um bei ihm zu lernen und zu arbeiten. Einige wurden danach die bedeutendsten in ihren Gegenden.
- Carl Friedrich Buchholz, um 1847/48, danach Mitinhaber einer bedeutenden Orgelbauwerkstatt in Berlin
- Barnim Grüneberg, um 1848, danach bedeutender Orgelbauer in Pommern
- Wilhelm Sauer, um 1852, danach bedeutender Orgelbauer in Brandenburg
- Friedrich Ludwig Theodor Friese um 1853/54, danach bedeutender Orgelbauer in Mecklenburg
- Max Terletzki, 1860–1861, danach bedeutender Orgelbauer in Ostpreußen
- Josef Angster, 1863–1866, danach bedeutender Orgelbauer in Ungarn
- Charles Mutin, 1875–um 1881, kaufte 1898 die Firma  A. Cavaillé-Coll Fils & Cie.
- Samuel Marie Casavant, 1878, danach bedeutender Orgelbauer in Kanada
- Salomon Van Bever, 1879–1880, danach bedeutender Orgelbauer in Belgien
- Victor Gonzalez, 1894–um 1898, danach Orgelbauer in Paris und Umgebung

Weitere Orgelbauer orientierten sich in ihren Werken teilweise stark am Vorbild von Cavaillé-Coll, besonders an der Orgel in St Sulpice, ohne dass bisher direkte persönliche Kontakte nachgewiesen werden konnten, so zum Beispiel Friedrich Ladegast.
In den Werkstätten arbeiteten zwischen 40 (1848) und 75 (1878) angestellte Mitarbeiter. Zu den wichtigsten gehörten
- August Neuburger, aus Mecklenburg, seit 1850, dann Werkstattleiter, bis etwa 1885
- Gabriel Reinburg, Intonateur
- Félix Reinburg, Intonateur
- Joseph Koenig, Intonateur

## Werk

### Bauliche und klangliche Besonderheiten
Cavaillé-Coll überführte die klassische französische Orgel, deren Grundprinzipien er bewahrte, in einen expressiven Instrumententyp, dem die orchestral-symphonische Orgelmusik in Frankreich seit der Mitte des 19. Jahrhunderts entspricht. Die typisierte Disposition der Cavaillé-Coll-Orgel beeinflusst den internationalen Orgelbau, insbesondere bei großen Konzertinstrumenten, bis heute. Zu den Erfindungen und Charakteristika der Orgeln Cavaillé-Colls zählen:

#### Windversorgung
- Stabile Windversorgung: Bei Unregelmäßigkeiten in der Windversorgung variieren sowohl Lautstärke als Tonhöhe der Orgelpfeifen. Cavaillé-Coll gelang es als erstem, die Windversorgung durch den konsequenten Einsatz von Parallelbälgen als Speicher absolut stabil zu halten; Keilbälge werden allein zur Winderzeugung, d. h. dem Befüllen des Magazinbalgs benutzt.[33]
- Unterschiedliche Winddrücke: Mit dem Ziel, den Klang von Orgelregistern den Instrumenten des Orchesters anzugleichen, passte er auch den Winddruck näher an den Druck der menschlichen Lunge an. Bis dahin hatte der Winddruck meist für die gesamte Orgel zwischen 50 und 100 mmWS gelegen. Cavaillé-Coll fand durch Messungen heraus, dass Trompeter einen Winddruck zwischen 500 und 1000 mmWS erzeugen können. Folglich erhöhte er den Winddruck für Zungenregister auf 85 bis 120 mmWS.[1] Da andere Register bei hohen Winddrücken jedoch überblasen würden, verwandte er unterschiedliche Winddrücke für unterschiedliche Register mithilfe von Regulierbälgen. Um auch innerhalb eines Registers ein ebenmäßiges Klangbild zu erhalten, erhöhte er auch innerhalb eines Registers – besonders für die hohen Lagen der Trompetenregister – den Winddruck.[33] Dies ermöglicht eine die Oberstimmenmelodik betonende Intonation, besonders der Flötenregister, die somit durch sich selbst begleitet werden können.

#### Traktur und Spieltisch

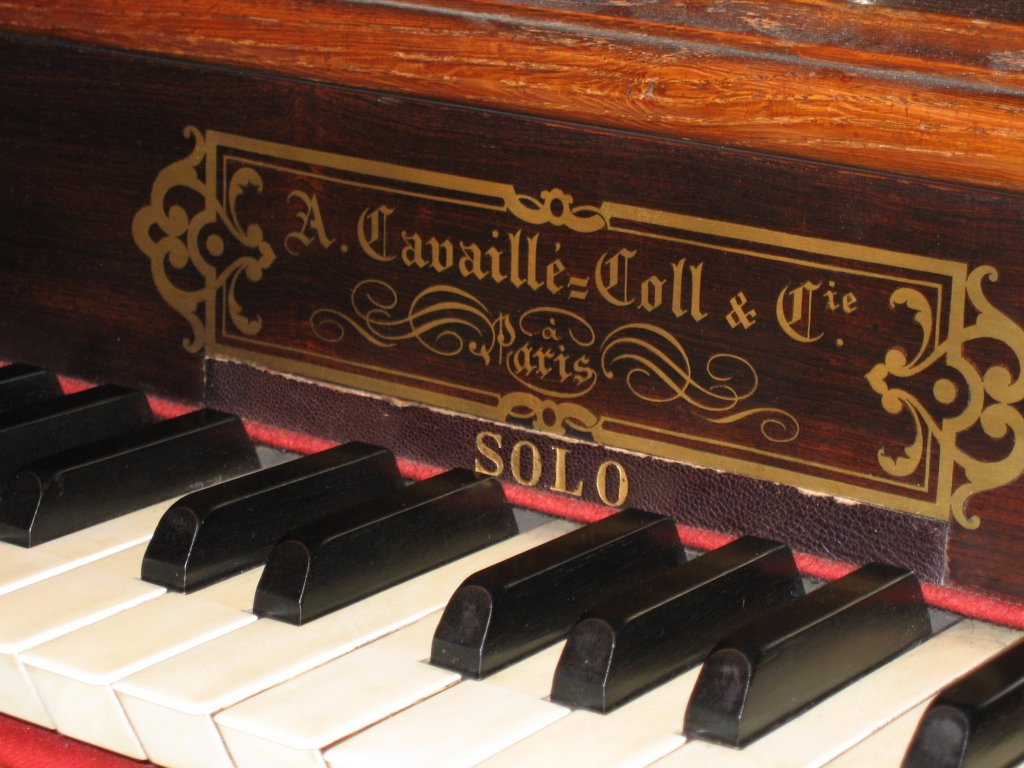
Signatur am Spieltisch (1850–1899)

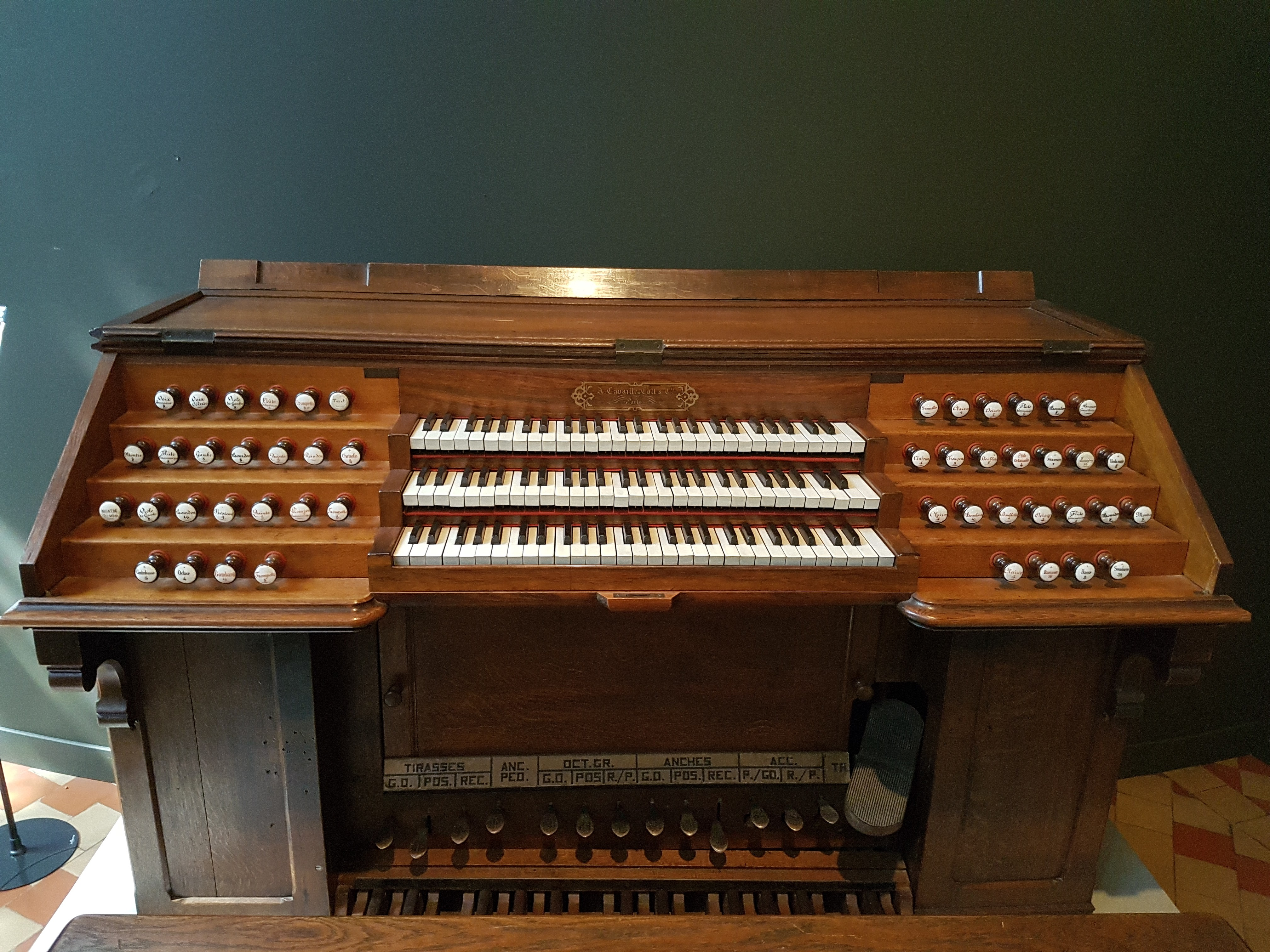
Typischer Spieltisch (hier in Ste-Clotilde, 1859)

- Schleiflade: Fast immer werden mechanische Schleifladen aus Eiche gebaut; die Kegellade konnte, von einem Experiment in St-Vincent-de-Paul abgesehen, nie seine Wertschätzung gewinnen.[1]
- Barkerhebel: Ab etwa 20 bis 25 Registern werden Barkerhebel im Hauptwerk gebaut, um den Anschlag zu erleichtern und pianistische Spielweise zu ermöglichen. In großen Orgeln (St-Sulpice und Notre-Dame) wird auch die Registertraktur durch Barkerhebel erleichtert, was den Zugweg der Register von 15–20 auf 1–2 cm verringert.[1] In einzelnen, ganz späten Fällen werden die Windladen auch pneumatisch angesteuert.[34]
- Einführungstritt (Appel): Die Windlade ist in Jeux de fond (labiale Grundstimmen im 16′-, 8′- und 4′-Bereich) und Jeux de combinaison (höhere Labialregister, Mixturen und Zungenregister (Anches)) geteilt. Die Jeux de combinaison können per Fußtritt über ein Windsperrventil, den Appel d’anches, ab- und zu geschaltet werden.
- Spieltisch: Der Spieltisch ist, wo durch ein Rückpositiv erzwungen, als Spielschrank ansonsten freistehend vor der Orgel gebaut. Dann wendet der Organist der Orgel den Rücken zu. Typisch für Cavaillé-Colls Spieltische sind die in gerade Linie rechts und links neben den Manualklaviaturen angebrachten Registerzüge in terrassenartiger Anordnung (z. B. St-Clotilde). In seinen beiden fünfmanualigen Orgeln (St-Sulpice und Notre-Dame) und in der viermanualigen Orgel von Biarritz (heute in Sacré-Cœur) findet sich eine amphitheatralische, „orchestrale“ Anordnung der Registerzüge um den Organisten herum. Die Manualklaviaturen sind aus Ebenholz und Elfenbein. Der Schwelltritt wird bis 1865 löffelförmig gebaut und ist in verschiedenen Positionen arretierbar, später wird er durch den Balanciertritt ersetzt.[1]
- Erweiterung des Manual- und Pedalumfangs: Der Manualumfang wird zunächst bis f3, später bis g3, vereinzelt bis zu c4 ausgebaut.[13] In frühen Werken beginnt das Récit gelegentlich bei f0.[35] Das Pedal baut Cavaillé-Coll anfangs noch nach altem französischen Brauch als Ravalement mit einem Umfang von F1–f0 (so z. B. in Saint-Denis),[36] später (ab den 1850er Jahren) dann von C-f1.

Die drei amphitheatralischen Spieltische:

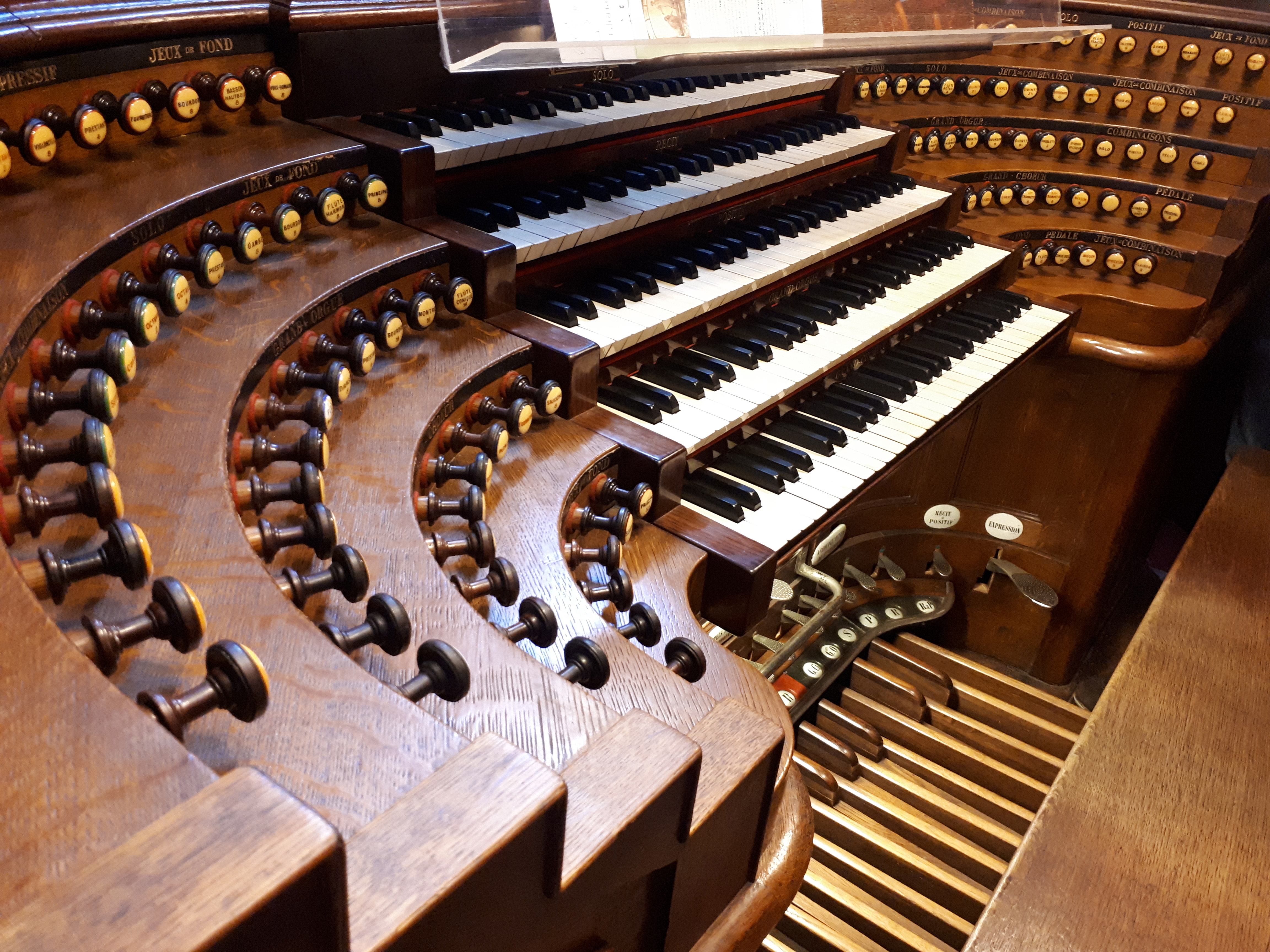
Saint-Sulpice (1862)
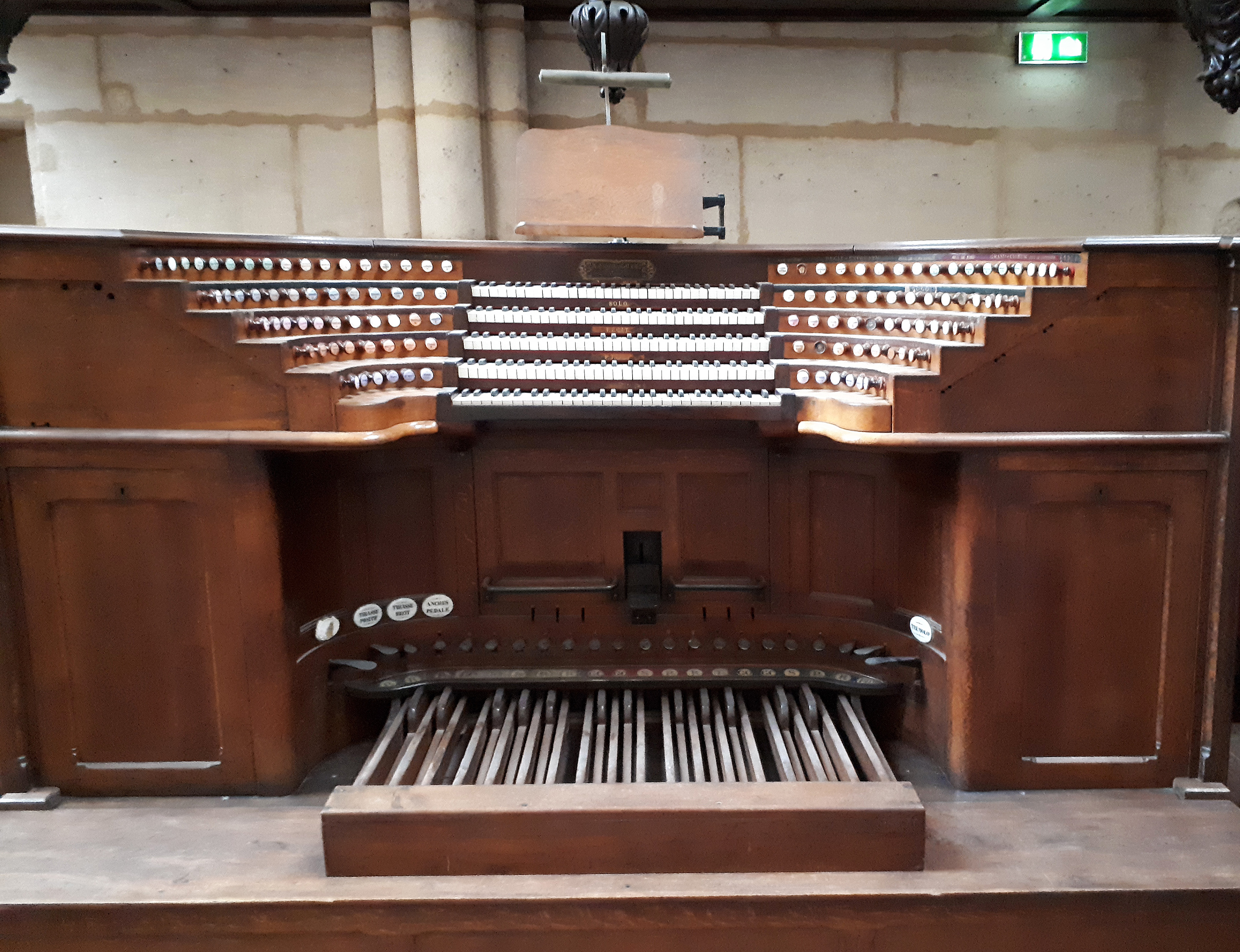
Notre Dame (1868)
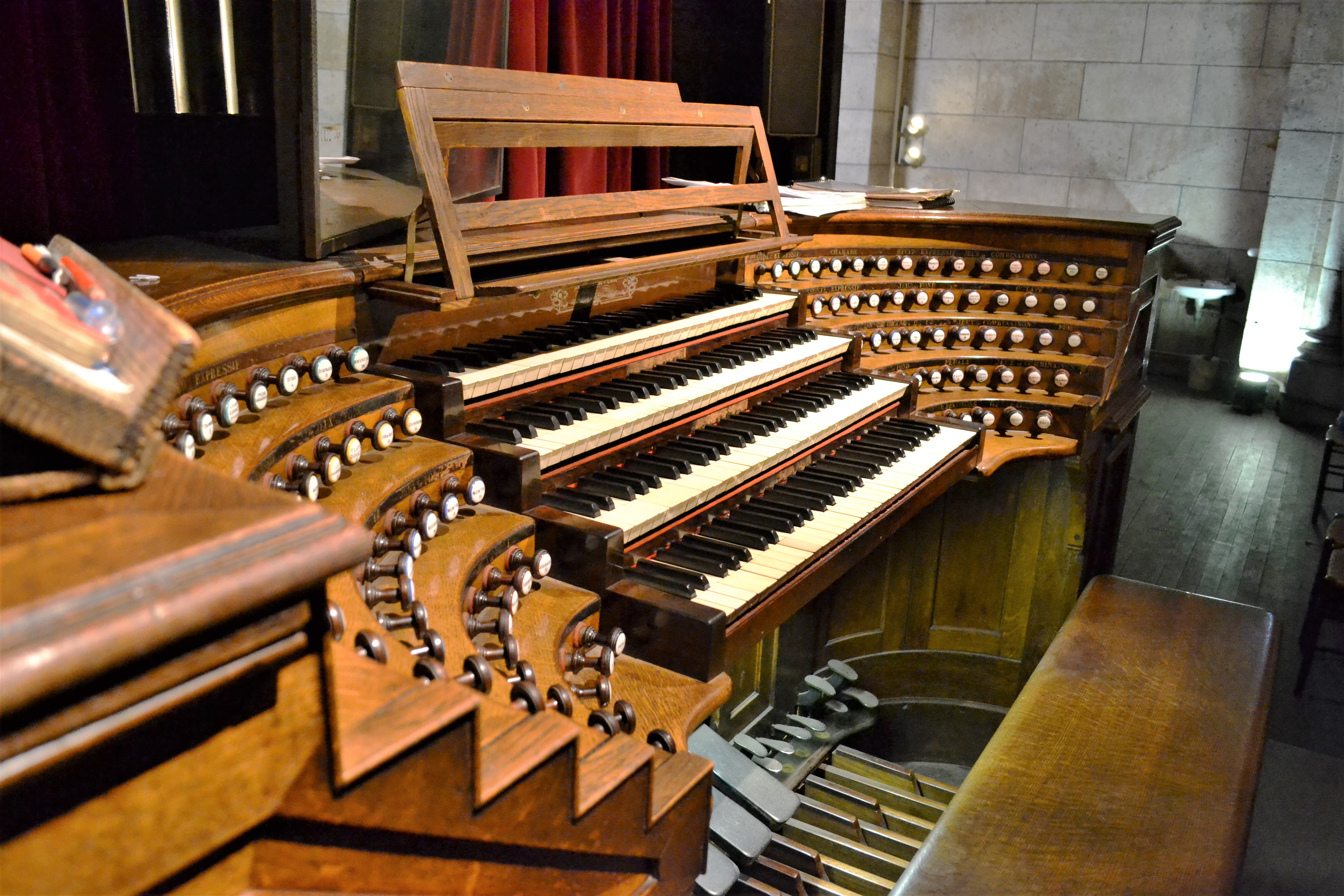
Sacré Cœur (1898)

#### Pfeifenwerk und Disposition
- Pfeifenwerk: Metallpfeifen werden aus 80%igem Zinn gefertigt, Blei kaum verwandt. Das Metall wird nicht gehämmert, Lötnähte zeichnen sich durch allerhöchste Regelmäßigkeit aus. Braun gestrichenes Kanadisches Tannenholz bildet das Material der Holzpfeifen, die Füße sind aus polierter Eiche. Prinzipale (Montres) werden recht weitmensuriert gebaut. Die Prospektpfeifen erhalten stark aufgeworfene Labien.[1] Bei Umbauten vorhandener Orgeln werden große Teile des alten Pfeifenwerkes (besonders Clicquots Arbeiten lobte er oft) beibehalten, soweit sie sich in das Klangkonzept integrieren lassen.
- Überblasende Register (Hörbeispiel; MP3; 1,2 MB): Cavaillé-Coll missfiel, dass Register in den oberen Lagen meist dünn und schrill klangen. Er führte dies darauf zurück, dass eine Pfeife, die beispielsweise 1/16 der Länge der tiefsten Pfeife maß, nur noch 1/4096 von deren Volumen hatte. Bei Orchesterinstrumenten wie etwa dem Horn würden dagegen die tiefsten wie auch die höchsten Töne immer von einem Klangkörper der gleichen Länge und des gleichen Volumens erzeugt, wodurch dieses gerade in der Höhe an Klangvolumen und -schönheit gewinnen. Dies brachte ihn auf die Idee, überblasende Orgelpfeifen zu nutzen; diese waren zwar bereits bei Dom Bédos und Michael Praetorius bekannt,[13] hatten sich jedoch bisher nicht durchsetzen können. Er nutzte hierfür wiederum unterschiedliche Winddrücke innerhalb eines Registers: In der ersten Oktave erklingt der Grundton, aber ab f1 (beim 8′-Register) die erste Harmonische, bzw. der erste Oberton. Cavaillé-Coll gelang es ferner durch akustische Forschung, den Schwingungspunkt für das Überblasloch genau zu berechnen. Überblasende Flöten in 8′-, 4′- und 2′-Lage charakterisieren den Klang der labialen Register des Schwellwerks, im Hauptwerk wird meist eine Flûte harmonique 8′ als Soloregister disponiert. Für die Orgel von La Madeleine ging er soweit, sogar eine doppelt überblasende Flöte zu bauen.[1] Überblasende Register erhielten meist den Namenszusatz harmonique oder traversière z. B. Flûte harmonique.
- Mixturen: Die Mixturen des klassischen französischen Orgelbaus wurden von Cavaillé-Coll als hoch und schrill empfunden und waren mit dem gewünschten grundtönigen Klangbild nicht zu vereinbaren. Bei Neubauten wurde in den Plein jeux zunächst auf die Cymbale verzichtet, bei Restaurierungen von klassischen Orgeln wurden Mixturen meist entweder stark umgearbeitet oder durch Flageolet, Tierce, Larigot und Cornet ersetzt. Um die Grundtönigkeit des Trompetenchors in der Höhe zu verstärken, baute er ab den 1850er Jahren sogenannte progressive Mixturen, die – ohne zu repetieren – über eine steigende Chorzahl in der Höhe verfügten.[37] Dadurch wird die egalisierende Wirkung der repetierenden Mixturen im Tonhöhenverlauf vermieden, „die Tonleiter wird wieder in ihre Rechte eingesetzt“, wie es Georges Lhôte formulierte. Allerdings kehrte Cavaillé-Coll ab den 1870er Jahren zu repetierenden Mixturen im klassischen Stil mit Fourniture und Cymbale zurück (u. a. in Lyon, Orléans, Toulouse, Rouen),[38] welche zusammen mit dem warmen, grundtönigen Klang der Jeux des fonds die Basis der symphonischen Orgel bilden.
- Grundtöniger Gesamtklang: Der Klangcharakter wird von den 8′- und 16′-Registern bestimmt, bei großen Orgeln bilden ein labiales und ein linguales 32′-Register im Pedal die Klangbasis.[13] Der Klang bleibt dennoch insgesamt durchsichtig,[1] da die Einzelregister bereits ein reiches Obertonspektrum aufweisen. Zusätzlich kann die Grundtönigkeit durch die häufig anzutreffenden Subkoppeln (Octaves graves) verstärkt werden.
- Zungenregister werden in hoher Zahl und mit hohem Winddruck gebaut. Typischerweise erhält das Récit expressif weite Zungen zu 8′ und 4′ und ab etwa 1870 auch zu 16′, wobei die 8′-Trompete als Trompette harmonique ab c1 mit doppelter Becherlänge gebaut wird. Das Positif ist für solistische Zwecke mit einer vergleichsweise engen Trompette 8′ disponiert, das Hauptwerk erhält wieder drei Trompeten 16′ + 8′ + 4′, gelegentlich – wie in St-Sulpice – sogar zwei 8′-Trompeten, von denen eine etwas enger mensuriert ist. Wie bereits sein Vater Dominique beispielsweise in der Orgel in Gaillac,[39] die zur Lehrzeit Aristide Cavaillé-Colls entstand, baute auch dieser in einigen wenigen seiner späten Orgeln horizontale Trompeten (en chamade) so in Sheffield (1873, 16′ + 8′ + 4′), im Trocadéro (1878), in Toulouse (1889), Azpeitia (1889), Rouen (1890), Azkoitia (1898) und in Biarritz/Sacré-Cœur (1898). Die berühmte Trompette coudée à forte pression in St-Sulpice ist tatsächlich nur eine rechtwinklig nach vorn gekröpfte, weite Trompete auf hohem Winddruck.[1]
- Schwebungsregister (Jeux ondulants) (Hörbeispiel; MP3; 321 kB): Schwebungen waren in Italien bereits seit dem 16. Jahrhundert bekannt.[13] Beim Bau der Orgel von La Madeleine gehörte die schwebende Voix céleste 1846 zu den Neuerungen von Cavaillé-Coll. Sie war nach derzeitiger Quellenlage das erste Schwebungsregister in Frankreich und befand sich noch im (nicht schwellbaren) Positif, wanderte aber bei späteren Orgeln in den Schwellkasten des Récit. Die Voix céleste ist die schnellere, die Unda maris die langsamere Schwebung, die im Gegensatz zur Voix céleste meist nicht schwellbar ist.[1]
- Schwellwerk: Das Récit wird meist als Récit expressif, d. h. schwellbar, gebaut; Cavaillé-Coll setzte dieses in Spanien und seit 1712 in England gebräuchliche[13] und von Walcker 1833 weiterentwickelte Konzept statt dem der durchschlagenden Zungen ein, um das gewünschte expressive Spiel  an der Orgel zu ermöglichen. Dieses Récit expressif wird stets sehr reichhaltig disponiert und bildet, gleichsam als zweites Hauptwerk, das klangliche Rückgrat der symphonischen Orgel. Cavaillé-Coll setzte die Voix humaine als Erster mit in den Schwellkasten. In Verbindung mit den Appels konnte der Organist somit erstmals ein praktisch stufenloses Crescendo vom leisesten Pianissimo zum Generaltutti erzeugen. Beim sog. symphonischen Crescendo werden alle Register (bis auf Voix céleste und Voix humaine) gezogen und alle Manuale gekoppelt; die Jeux de combinaison sind durch den Appel noch ohne Wind und das Récit expressif geschlossen, es erklingt das sog. Grand Fond. Nun werden die Jeux de combinaison des Récit dazugeschaltet, was aufgrund des geschlossenen Schwellwerks praktisch keine Klangveränderung mit sich bringt. Schrittweise öffnet der Organist nun die Schwelljalousien des Récit, bis die Jeux de combinaison des Positif dazugeschaltet werden und nun allmählich (soweit vorhanden) auch dessen Schwellwerk sich öffnet, worauf schließlich auch die Jeux de combinaison des Grand-Orgue und zuletzt des Pedals hinzukommen, um den Grand-Chœur zu vervollständigen. Als letzte Steigerung können Super- und Suboktavkoppeln, Octaves graves und Octaves aiguës, hinzutreten.

#### Architektur und Prospekt

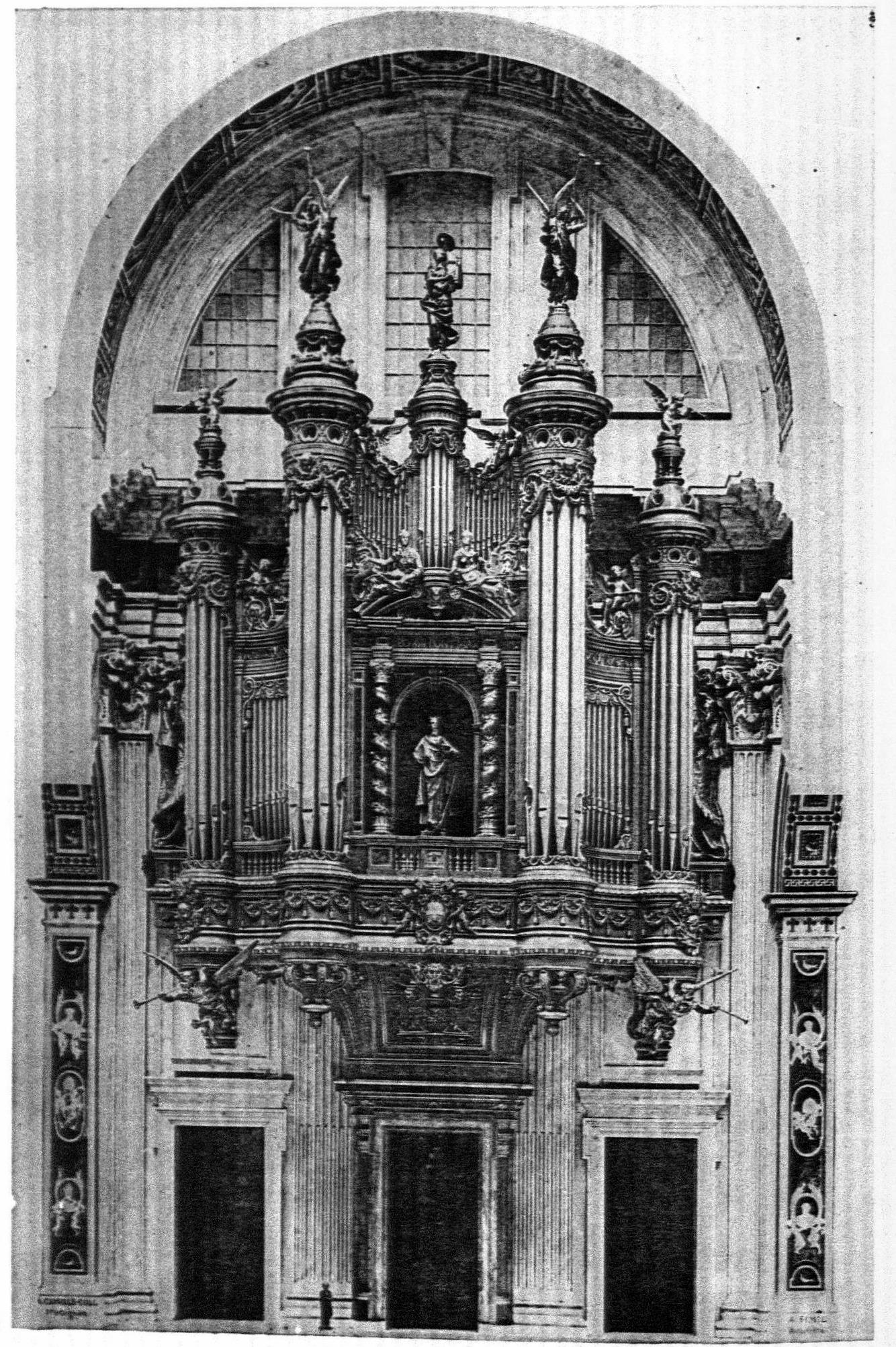
Entwurf für die Orgel des Petersdomes 1888, Prospektentwurf von Alphonse Paul Joseph Marie Simil

Cavaillé-Coll arbeitete soweit möglich mit den jeweiligen Architekten der Kirchengebäude zusammen. Wo dies nicht möglich war, zog er den Architekten Alphonse Paul Joseph Marie Simil (1841–1916) hinzu. Dieser entwarf auch die Prospekte für den Firmenkatalog im schwerfälligen Stile des Zweiten Kaiserreichs. Vorhandene Rückpositive wurden meist beibehalten, waren bei Neubauten allerdings nicht vorgesehen. Um Eigenschwingungen des Gehäuses zu vermeiden, wurde dieses manchmal aus Tanne gebaut.

### Bedeutung und Einfluss
Cavaillé-Colls Orgelbauten gelten als Eckpfeiler der bis heute bestehenden französischen Orgelschule. Intuitiv hatte er erkannt, dass der Orgel das Schicksal des Cembalos nicht erspart bleiben würde, wenn es nicht gelänge, einen eigenständigen romantischen Orgeltyp zu entwickeln. Die Frage nach der Kausalität – ob die neue Musik einen neuen Orgeltypus, oder ein neuer Orgeltypus eine neue Musik provoziert habe – wird fast eindeutig zugunsten Cavaillé-Colls beantwortet. Rossini soll nach einer Orgelprüfung (höchstwahrscheinlich St-Denis) gesagt haben: „Meine Herren, für solche Instrumente müsste man neue Musik schreiben.“ Ähnlich klar äußert sich Widor im Vorwort zur Ausgabe seiner Symphonien 1887:

« C’est lui [Cavaillé-Coll] qui a imaginé les diverses pressions de soufflerie, les doubles layes des sommiers, les systèmes de pédales et de registres de combination, qui a pour la première fois appliqué les moteurs pneumatiques de Barker, crée la famille des jeux harmoniques, réformé et perfectionné la mécanique de telle façon que tout tuyau grave ou aigue, fort ou faible, obéit instantanément à l’appel du doigt, les touches devenant légères comme celles d’un piano, les résistances étant supprimées et la concentration des forces de l’instrument rendu pratique. De là résultent: la possibilité de détenir un orgue entier dans une prison sonore ouverte ou fermée à volonté, la liberté d’association des timbres, le moyen de les renforcer ou de les tempérer graduellement, l’indépendance des rythmes, la sécurité des attaques, l’équilibre des contrastes, et enfin toute un éclosion de couleurs admirables, toute un riche palette aux tons les plus divers, flûtes harmoniques, gambes à frein, bassons, cors anglais, trompettes, voix célestes, jeux de fonds et jeux d’anches de qualité et de variété inconnues jusqu’alors.
Tel est l’orgue moderne, essentiellement symphonique. A l’instrument nouveau il faut une langue nouvelle, un autre idéal que celui de la polyphonie scolastique. Ce n’est plus le Bach de la fugue que nous invoquons, c’est le mélodiste pathétique, le maître expressif par excellence des Préludes, du Magnificat, de la Messe en Si, des Cantates et de la Passion suivant St. Matthieu. »

„Er [Cavaillé-Coll] war es, der unterschiedliche Winddrücke, geteilte Windladen, Pedal- und Registersysteme zur Kombination erdacht hatte, der als erster die pneumatische Maschine Barkers verwandt, die Famille der überblasenden Register erschaffen, die Mechanik so reformiert und perfektioniert hatte, dass jede Pfeife, ob hoch oder tief, laut oder leise, ohne Verzögerung dem Befehl der Finger gehorcht, weil die Tasten so leicht zu spielen wurden wie die das Klaviers, weil der Anschlagswiderstand beseitigt und die Konzentration aller Kräfte des Instruments praktibel wurde. Von hier folgt weiter: die Möglichkeit, die Orgel in ein Klanggefängnis zu sperren, das nach Belieben zu öffnen oder zu schließen ist, die Freiheit, Klangfarben miteinander zu verschmelzen, die Mittel, sie schrittweise zu verstärken oder zu mäßigen, rhythmische Unabhängigkeit, Sicherheit bei plötzlichen Klangänderungen, ausgeglichene Kontraste, und schließlich die Entfaltung der herrlichsten Klänge, eine reiche Palette der verschiedensten Stimmen: überblasende Flöten, Gamben, Fagotte, Englischhörner, Trompeten, voces caelestes, Grund- und Zungenstimmen von bislang ungekannter Qualität und Vielfalt.
So ist die moderne Orgel im Wesentlichen symphonisch. Das neue Instrument verlangt nach einer neuen Sprache, einem anderen Ideal, als dem der scholastischen Polyphonie. Es ist nicht mehr nur der Bach der Fuge, auf den wir uns berufen, es ist der Schreiber schönster Melodien, der ausdrucksstarke Meister der Preludien, des Magnificat, der Messe in h-moll, der Kantaten und der Passion nach Matthäus.“

Schon kurz nach seinem Tod geriet jedoch das am Orchesterklang orientierte romantische Klanggebrause als „dekadent“ in Verruf. Beginnend ab den 1920er Jahren markiert die Zeit nach dem Zweiten Weltkrieg die Blüte der französischen neoklassischen Orgel, die zeitweise die Stellung einer quasi-offiziellen Orgel-Doktrin vonseiten der Beratungsgremien der französischen Regierung einnahm. Ähnlich wie durch die Orgelbewegung in Deutschland wurden zahlreiche Orgeln in dem Verlangen umgebaut, Musik aller Epochen auf ihnen spielbar zu machen. Dem Einsatz der Titularorganisten von St-Sulpice, Marcel Dupré und Daniel Roth, ist es zu verdanken, dass Cavaillé-Colls größte Orgel – im Gegensatz zu Notre-Dame – praktisch vollständig im Originalzustand erhalten blieb. Ein Sinneswandel begann in den 1980er Jahren und die Erhaltung des Originalzustandes bzw. der Rückbau wird meist als erstrebenswert angesehen; die Ernennung zum titulaire einer im Original erhaltenen Cavaillé-Coll-Orgel gilt als große Ehre.
Schon bevor Cavaillé-Coll wieder allgemein geschätzt wurde, hatte sich Albert Schweitzer als bedeutender Orgelreformer nachdrücklich für ihn eingesetzt:

„Die besten Orgeln wurden etwa zwischen 1850 und 1880 erbaut, als Orgelbauer, die Künstler waren, sich die Errungenschaften der Technik zunutze machten, um das Orgelideal Silbermanns und der anderen großen Orgelbauer des 18. Jahrhunderts in höchstmöglicher Vollendung zu verwirklichen. Der bedeutendste von ihnen ist Aristide Cavaillé-Coll, der Schöpfer der Orgeln zu St. Sulpice und zu Notre Dame in Paris. Die von St. Sulpice – sie wurde 1862 vollendet –, die ich, von einigen Mängeln abgesehen, für die schönste der mir bekannten Orgeln halte, funktioniert heute noch so gut wie am ersten Tage und wird in 200 Jahren, wenn sie weiter gut unterhalten wird, es noch ebenso tun. (…) Mehrmals habe ich den greisen Cavaillé-Coll – er starb 1899 – auf der Orgel zu St. Sulpice getroffen, wo er allsonntäglich zum Gottesdienst zu erscheinen pflegte. Eine seiner Lieblingssentenzen war: ‚Eine Orgel klingt am besten, wenn so viel Platz zwischen den Pfeifen ist, dass man um jede herumgehen kann.‘“

## Werkliste (Auswahl)
Cavaillé-Coll baute in mehr als 50 Jahren 510 Orgeln, die meisten davon in Frankreich. Im europäischen Ausland baute Cavaillé-Coll Orgeln u. a. in Spanien, den Niederlanden, England und Russland; hinzu kommen einige Instrumente in den Vereinigten Staaten, Brasilien, Chile, Venezuela, Argentinien u. a.
In Deutschland gibt es nur eine nachträglich angekaufte Cavaillé-Coll-Orgel in Sankt Bernhard, Mainz (II/15, erbaut 1876/77, angekauft 1999). Aus der Nachfolgewerkstatt von Charles Mutin, die unter Mutin-Cavaillé-Coll firmierte, stammen weitere Orgeln.
Die folgende Liste enthält besonders bekannte erhaltene Orgeln von Aristide Cavaillé-Coll. Für weitere Instrumente siehe hier.
| Jahr       | Opus    | Huy- bens | Ort         | Kirche                              | Bild                                         | Ma- nuale | Re- gister | Bemerkungen |
| ---------- | ------- | --------- | ----------- | ----------------------------------- | -------------------------------------------- | --------- | ---------- | --- |
| 1841       | 10      | 481       | Saint-Denis | Kathedrale von Saint-Denis          |                                              | IV/P      | 69         | Erste Orgel mit Barkermaschine, 1857 von Cavaillé-Coll überarbeitet und 1901 von Mutin ausgebaut, ravalement entfernt; 1983–1987 restauriert; größtenteils im Zustand von 1841 erhalten. Von 1987 bis zu seinem Tod 2018 war Pierre Pincemaille Titularorganist. Hörbeispiel (MP3; 989 kB) Pierre Pincemaille: Improvisation verset n° 6 |
| 1846       | 26      | 3         | Paris       | La Madeleine (Paris)                |                                              | IV/P      | 48         | Mehrfach umgebaut und elektrifiziert; verfügt heute über 60 Register. An der Orgel wirkten Alexandre-Charles Fessy, Louis Lefébure-Wély, Camille Saint-Saëns, Théodore Dubois, Gabriel Fauré, Henri Dallier, Édouard Mignan, Jeanne Demessieux, Odile Pierre und François-Henri Houbart. Hörbeispiel Peter Ewers: Improvisation Dithyrambe |
| 1852       | 52      | 78        | Paris       | St-Vincent-de-Paul de Paris         |                                              | III/P     | 47         | 1961 elektrifiziert, auf vier Manuale mit 66 Registern erweitert, die erhaltenen Register befinden sich in einem guten Zustand → Orgel |
| 1855       | 66/1    | 501       | Saint-Omer  | Kathedrale von Saint-Omer           |                                              | IV/P      | 50         | 1927 geringfügig umgebaut; 1988 von Théo Hærpfer restauriert. → Orgel |
| 1857       | 127     | 353       | Luçon       | Kathedrale von Luçon                |                                              | III/P     | 41         | 1968 Erweiterung durch Curt Schwenkedel auf IV/54. 39 Register von Cavaillé-Coll in gutem Zustand erhalten. → Orgel |
| 1857       | 112/5   | 430       | Perpignan   | Kathedrale von Perpignan            |                                              | IV/P      | 58         | 1930 umgebaut, 1993 von Jean Renaud restauriert. → Orgel |
| 1846– 1858 | 14      | 64        | Paris       | St-Roch                             |                                              | IV/P      | 49         | 1927 umgebaut, 1994 restauriert. Heute auf 53 Register erweitert. |
| 1859       | 88/22   | 30        | Paris       | Ste-Clotilde                        |                                              | III/P     | 46         | 1933 und 1962 umgebaut, dabei neobarock intoniert, 2004 erneut erweitert. Heute stark verändert und auf 73 Register erweitert. An der Orgel wirkten César Franck, Gabriel Pierné, Charles Tournemire, Joseph-Ermend Bonnal, Jean Langlais, Pierre Cogen und Jacques Taddei. |
| 1861       | 163/127 | 404       | Nancy       | Kathedrale von Nancy                |                                              | IV/P      | 65         | 1965 Umbau durch Hærpfer-Erman (mechanisch). 2012 erfolgte eine Überarbeitung durch Laurent Plet und Bertrand Cattiaux. |
| 1862       | 118/63  | 72        | Paris       | St-Sulpice                          |                                              | V/P       | 100        | Umbau einer Orgel François-Henri Clicquots von 1781, mit 100 Registern Cavaillé-Colls größte Orgel, bei der Orgelweihe sogar größte Orgel der Welt; 1903 erfolgten geringfügige Veränderungen durch Charles Mutin, 1934 eine Erweiterung auf 102 Register; 1991 von Renaud restauriert; fast vollständig erhalten. Bedeutende Titularorganisten: Georg Schmitt, Louis-James-Alfred Lefébure-Wely, Charles-Marie Widor, Marcel Dupré, Jean-Jacques Grunenwald, Daniel Roth. Hörbeispiel (MP3; 1,1 MB) Daniel Roth: Improvisation |
| 1863       | 204/176 | 35        | Paris       | St-Étienne-du-Mont                  |                                              | III/P     | 39         | Sehr stark verändert: 1956 Umbau durch Beuchet-Debierre, 1975 und 1991 weitere Veränderungen durch Gonzalez und Dargassies. Die Orgel hat heute 89 Register auf vier Manualen und Pedal. |
| 1868       | 230/204 | 11        | Paris       | Kathedrale Notre-Dame de Paris      |                                              | V/P       | 86         | Trotz mehrfacher Umbauten (1932, 1959, 1972, 1992, 2014) konnte das Instrument zum Teil den Charakter einer Cavaillé-Coll-Orgel bewahren. Es ist heute auf 115 Register erweitert. Hörbeispiel (MP3; 481 kB) Léonce de Saint-Martin: Méditation improvisé |
| 1868       | 311/298 | 377       | Marseille   | St-Joseph                           | Marseille,église Saint-Joseph intra-muros 09 | III       | 43         | 1897, 1934 und 1971 wurde die Disposition verändert, 1988 restauriert. → Orgel |
| 1868       | 271/254 | 8         | Paris       | La Trinité (Paris)                  |                                              | III/P     | 46         | Mehrfach umgebaut (1901, 1934, 1965, 1993) und sehr stark verändert. Das Instrument hat heute 61 Register. An der Orgel wirkten Charles-Alexis Chauvet, Alexandre Guilmant, Charles Quef, Olivier Messiaen, Naji Hakim. Hörbeispiel: (MP3; 10,1 MB) Naji Hakim: Improvisation über den Hymnus Pange lingua |
| 1869       | 327/314 | 297       | Épernay     | Notre-Dame d’Épernay                |                                              | III/P     | 34         | 1910 Überführung in die neuerbaute Kirche, 1918 Demontage wegen Kriegsbeschuss, 1922 Wiederaufbau, 2000 Restaurierung durch Bernard Hurvy, fast unverändert erhalten. → Orgel |
| 1874       | 367/356 | 178       | Angers      | Kathedrale von Angers               |                                              | III/P     | 46         | Verändert erhalten: 1959 von Beuchet-Debierre elektrifiziert und auf 66 Register erweitert. → Orgel |
| 1878       | 481     | 121       | Paris       | Großer Saal des Palais du Trocadéro |                                              | IV/P      | 64         | Die Orgel wurde 1937 im Palais de Chaillot, dem Nachfolgebau des Trocadéro, eingebaut. 1977 wurde sie ins Auditorium Maurice Ravel in Lyon versetzt. Durch Umbauten 1927, 1939 und 1977 und Erweiterung auf 82 Register hat das Instrument derzeit kaum noch etwas mit der ursprünglichen Cavaillé-Coll-Orgel zu tun. |
| 1880       | 521     | 363       | Lyon        | St-François-de-Sales                |                                              | III/P     | 45         | Praktisch unverändert erhalten. → Orgel |
| 1880       | 522     | 592       | Brüssel     | Königliches Konservatorium Brüssel  |                                              | III/P     | 44         | Mehrfach umgebaut und verändert: 1923 durch Charles Mutin, 1960 Elektrifizierung und Dispositionsänderung durch Joseph Stevens, heute insgesamt 68 Register. → Orgel |
| 1885       | 569     | 225       | Caen        | St-Étienne de Caen                  |                                              | III/P     | 50         | Fast unverändert erhalten. 1954 von Jacquot-Lavergne instand gesetzt und 1999 durch Gildas Ménoret restauriert. Hörbeispiel (MP3; 1,0 MB) Alain Bouvet: Demonstration des Tutti; Weitere Hörbeispiele → Orgel |
| 1889       | 245/222 | 526       | Toulouse    | St-Sernin                           |                                              | III/P     | 54         | Umbau einer Orgel von Ducroquet (1843); 1932 und 1957 leicht umgebaut; 1996 umfassend restauriert und auf den Stand von 1889 gebracht. Hörbeispiel (MP3; 3,4 MB) Louis Vierne: Messe Solennelle op. 16, Kyrie |
| 1890       | 630     | 467       | Rouen       | St-Ouen de Rouen                    |                                              | IV/P      | 64         | Fast unverändert erhalten: Leichte Eingriffe erfolgten 1941 durch Debièrre-Gloton und 1955 durch Beuchet-Debièrre. Hörbeispiel (MP3; 1,0 MB) Théodore Salomé: Canon en Ut majeur |
| 1897       | 688     | 299       | Épernay     | St-Pierre-St-Paul d’Épernay         |                                              | III/P     | 38         | Fast unverändert erhalten und 1992 von Jean Renaud restauriert. Hörbeispiel (MP3; 213 kB) Odile Jutten: Improvisation → Orgel |
| 1898       | 681     | 633       | Azcoitia    | Santa Maria de la Real              | Azkoitia - Iglesia de Santa Maria la Real 37 | III/P     | 40         | Unverändert erhalten. → Orgel |
| 1898       | 678     | 211       | Biarritz    | Schloss Ilbarritz                   |                                              | IV/P      | 67         | Leicht verändert erhalten: 1905 in Biarritz abgebaut, anschließend von Charles Mutin auf 78 Register erweitert und im großen Firmensaal aufgestellt, 1919 in die Kirche Sacré-Cœur de Montmartre transferiert. 1959 erfolgten einige Veränderungen durch Beuchet-Debierre. 1980 bis 1985 wurde die Orgel umfassend restauriert. Hörbeispiel (MP3; 321 kB) Charles Tournemire: L’Orgue Mystique op. 55–57, Prélude et Fresque |

## Ehrungen und Auszeichnungen
- 1834: Médaille de Bronze der Société d’Encouragement in Toulouse für die Erfindung einer Kreissäge[45]
- 1838: Médaille d’Argent der Ausstellung von Arras[45]
- 1844: Médaille d’Argent der Société libre des Beaux-Arts für die Orgel von St-Denis[45]
- 1844: Médaille d’Or bei der Exposition Nationale de Paris[45]
- 1849: Erneut Médaille d’Or bei der Exposition Nationale de Paris
- 1849: Ritter der Ehrenlegion[45]
- 1854: Médaille d’Or der Société d’Encouragement für die Orgel von St-Vincent-de-Paul[45]
- 1855: Médaille d’Honneur bei der Weltausstellung in Paris[45]
- 1864: Erneut Médaille d’Or der Société d’Encouragement für die Orgel von St-Sulpice[45]
- 1870: Premier Grand Prix bei der Weltausstellung in Rom[45]
- 1870: Silvesterorden[45]
- 1878: Offizier der Ehrenlegion[45]
- 1878: Grand Prix, Grande Médaille d’Or Unique bei der Weltausstellung in Paris[45]
- 1888: Goldmedaille und Ritter des Gregoriusordens für das Projekt einer Orgel für den Petersdom[45]
- 1889: Teilnahme außer Konkurrenz und Beteiligung an der Jury der Klasse XIII bei der Weltausstellung in Paris[45]
- 1992: Namensgeber für den 1990 vom belgischen Astronomen Eric Walter Elst entdeckten Asteroiden (5184) Cavaillé-Coll

## Veröffentlichungen
- Études expérimentales sur les tuyaux d’orgue in Berichte der Académie des Sciences (1849)
- De l’orgue et de son architecture in Revue générale de l’architecture des travaux publics (1856)
- Projet d’orgue monumental pour la basilique de St. Pierre de Rome (1875)

## Tonträger
- Kurt Lueders, Naji Hakim, Daniel Roth u. a.: L’orgue Cavaillé-Coll – Jubiläumsausgabe. Motette-Ursina Verlag, 1987/1. Juli 2002. 6 CD, DDD. Motette 10761. (Klangdokumentationen von 34 Instrumenten).